# Essingeleden

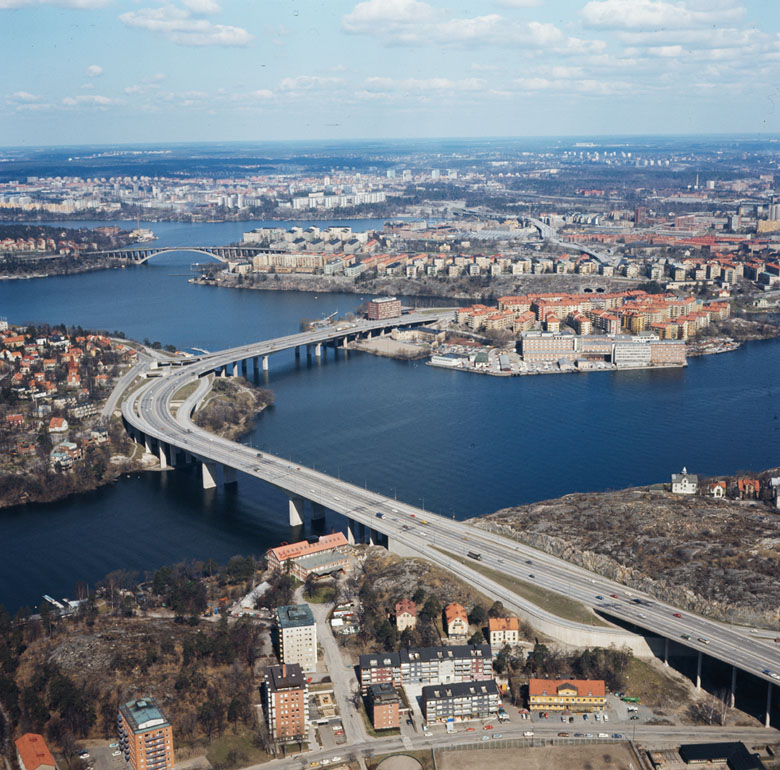
Essingeleden vy mot norr i april 1972. Längst till vänster syns Stora Essingen och i övre högra bildhörn skymtar Lilla Essingen.

Essingeleden är en cirka åtta kilometer lång stadsmotorväg mellan Solna och Västberga som går längs västra sidan av Stockholms innerstad samt inom en del av Solna. Essingeleden fick sitt namn 1961 och uppkallades efter två öar: Stora och Lilla Essingen. Leden är en del av E4 och E20 och Sveriges mest trafikerade vägsträcka. Essingeleden går från Pampas trafikplats i Solna kommun, över Kungsholmen (förbi Stadshagen, Lindhagen, Kristineberg och Fredhäll) samt öarna Lilla Essingen och Stora Essingen och vidare på broar och viadukter över Gröndal, Aspudden och Liljeholmen och till trafikplats Nyboda i Västberga. I norr fortsätter Essingeleden med Norra länken och i söder med Södra länken respektive Södertäljevägen. Den 21 augusti 1966 öppnades det första delavsnittet för trafiken.

## Historia

### Tidiga planer
En tidig föregångare till Essingeleden var en trafikled som presenterades i Stora Essingens första stadsplan upprättad 1923 av stadsplanedirektören Per Olof Hallman. Den skulle gå över Stora Essingen och via broar sammanlänka Gröndal vid Ekensberg med Bromma vid Äppelviken. Förberedelser träffades i form av markreservationer på Gröndals- och Brommasidan. I stadsplanen skapades förutsättningar för en 24 meter bred esplanadliknande gata tvärs över ön. Den byggdes också, om än i något förändrad form, och döptes 1924 till Essingestråket. De båda broarna blev aldrig uppförda men namnberedningen hade gett dem redan sina namn: Atlandsbron (mot Bromma) respektive S:t Örjansbron (mot Gröndal).

### Essingeleden blir till

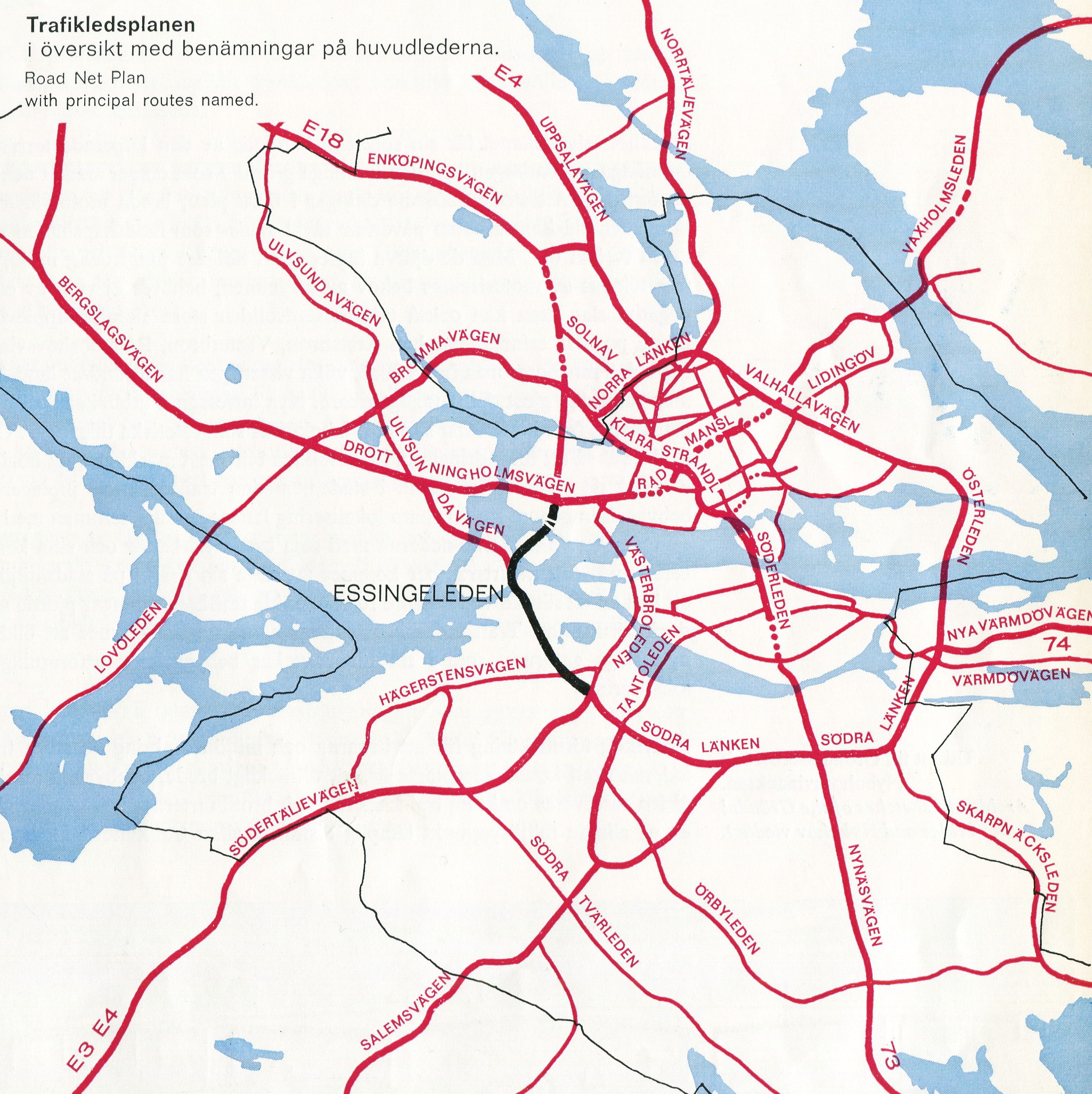
Stockholms trafikledsplan från 1958
(Essingeleden = svart).

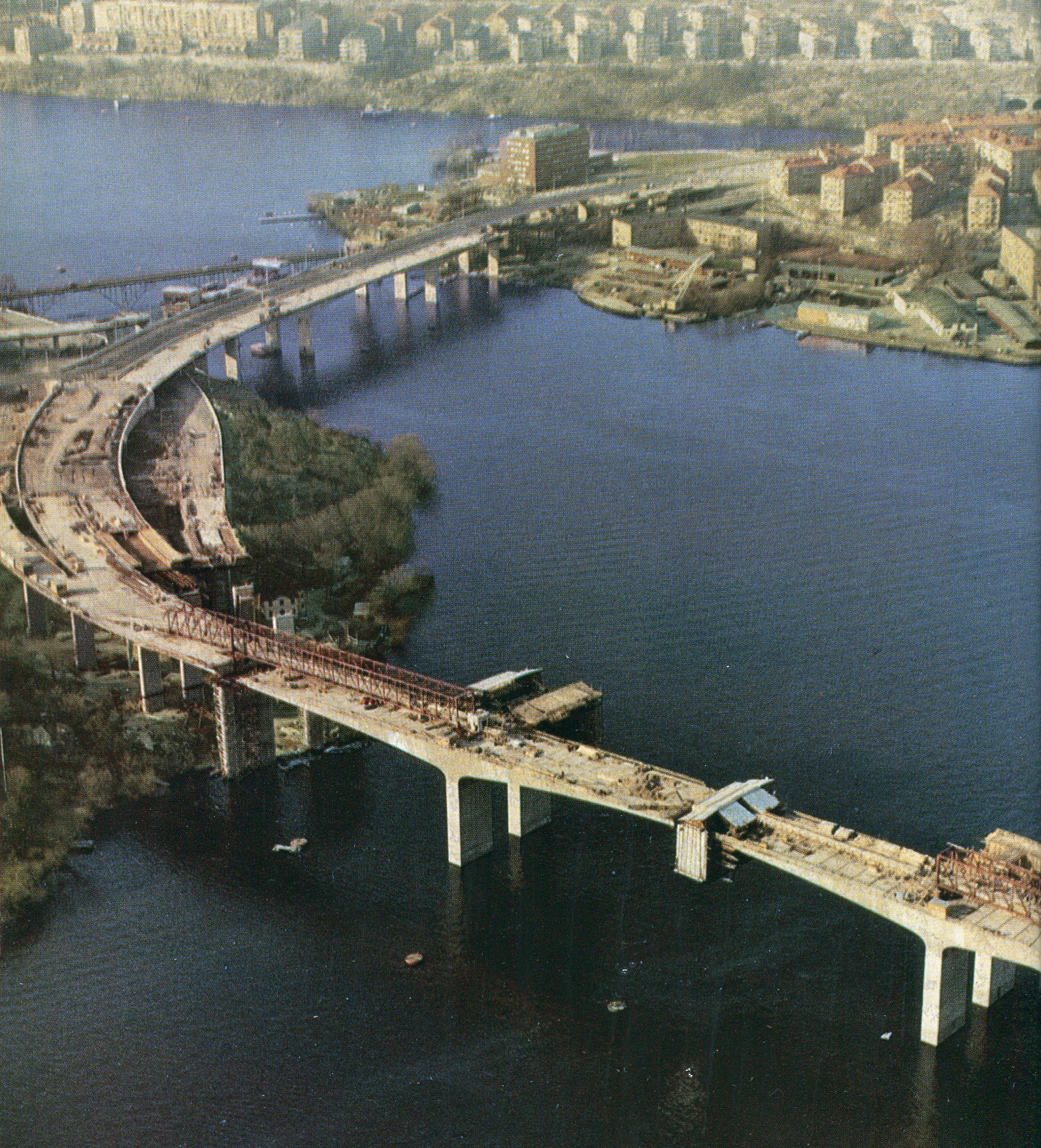
Essingeleden under uppförande i maj 1965, Gröndalsbron (närmast) och Essingebron längre bort.

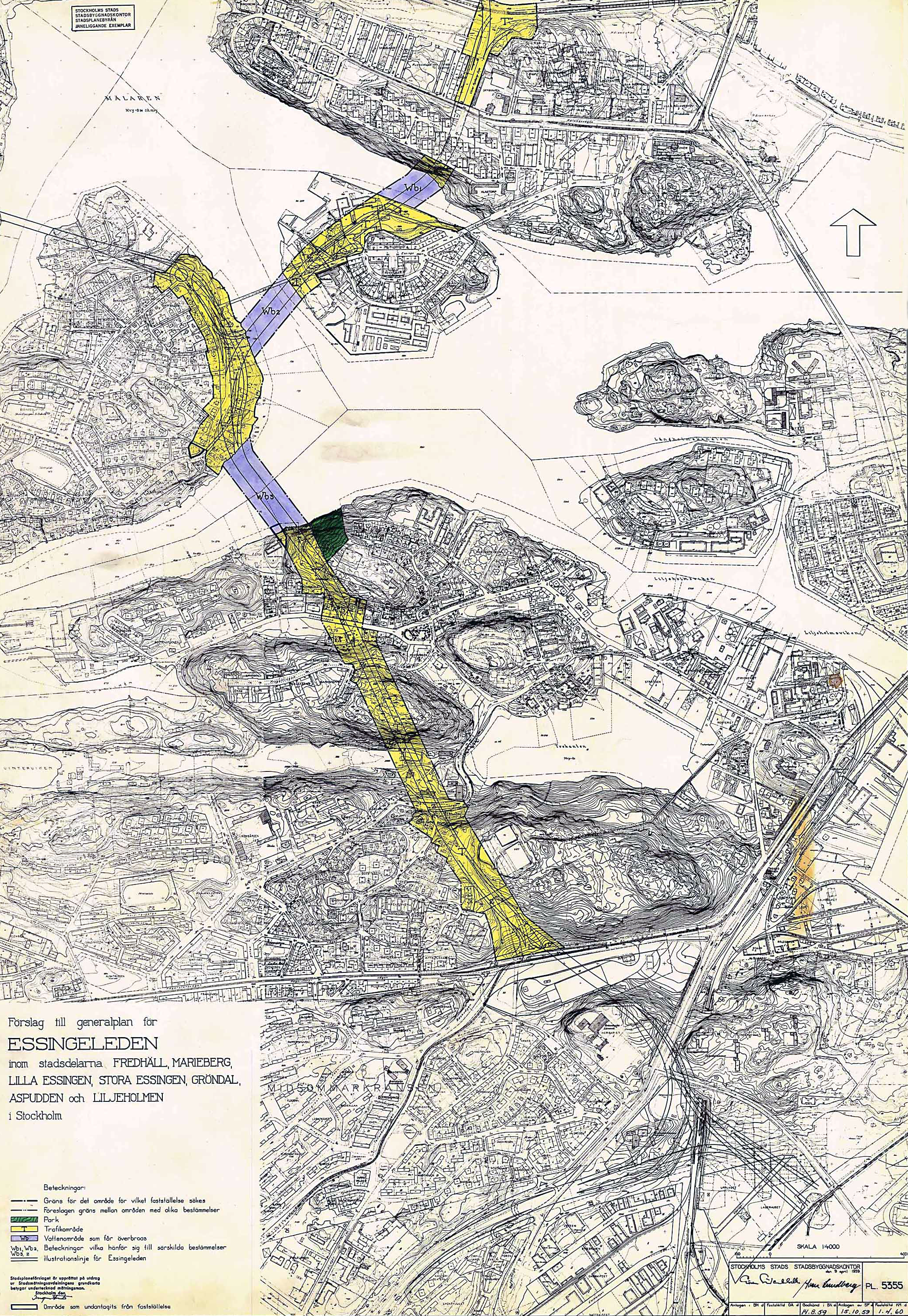
Generalplan för Essingeleden, 1959.

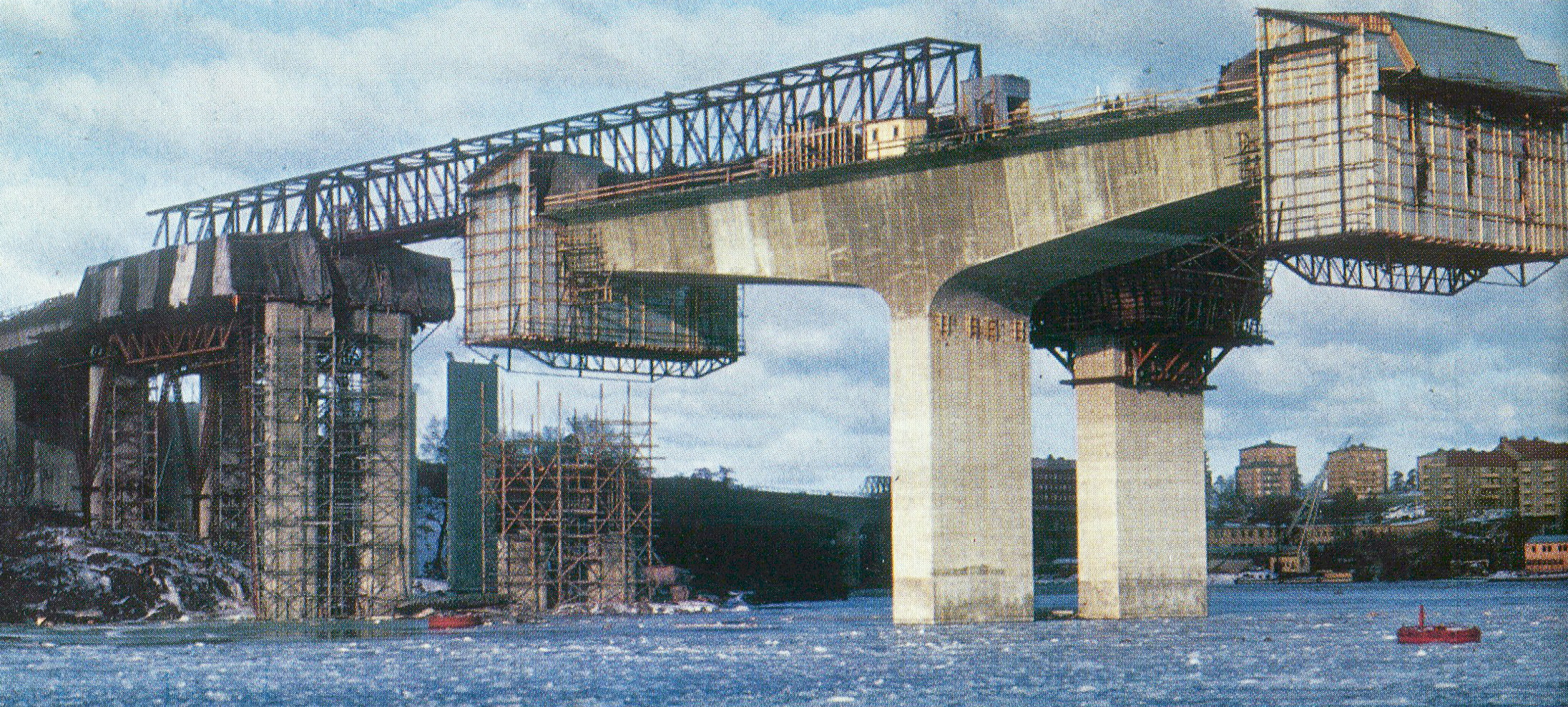
Gröndalsbrons brospann byggdes efter freivorbau-metoden 1961-1966.

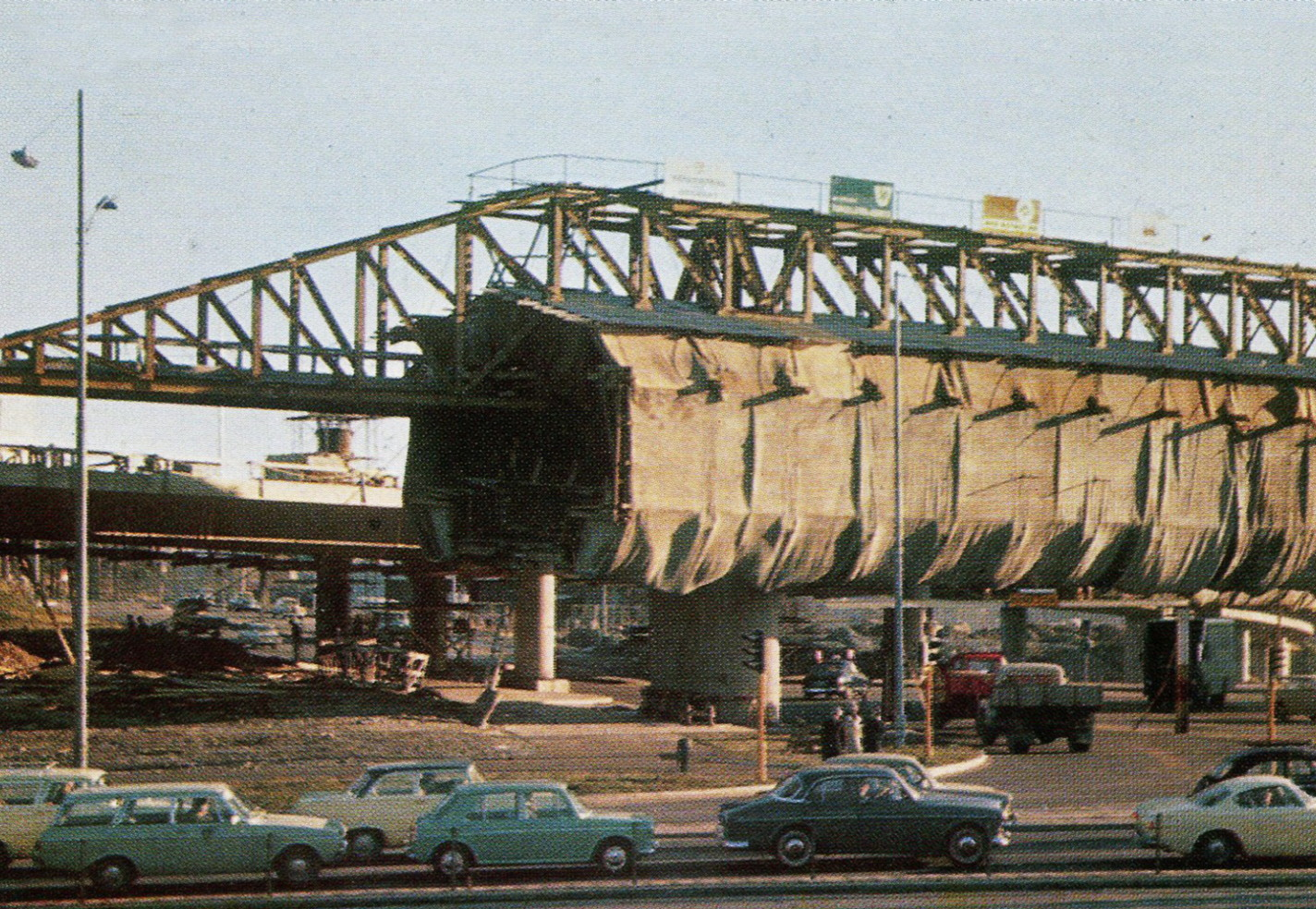
Byggarbeten med viadukter på trafikplats Nyboda, 1964-1965.

Under 1920-talet började trafiken att bli ett allt större problem i Stockholms innerstad. Vid denna tid fanns endast en fast vägförbindelse i nord-sydlig riktning, nämligen över Gamla stan, Nils Ericsons sluss och Södermalm. Slussen byggdes på 1930-talet om för att kunna ta hand om den växande biltrafiken men snart stod det klart att det behövdes ytterligare förbindelser. Västerbron tillkom ett par år senare och blev en stor trafiksuccé.
Efter andra världskriget kom bilismens tillväxt igång på riktigt. Den kraftiga ökningen av bilismen i Stockholms stad kan belysas genom antal invånare per bil under en viss tidsperiod. Var det 1948 en bil per 24 invånare så hade siffran stigit till 4,5 invånare per bil 1965. I ett samtida framtidsscenario utgick man ifrån tre invånare per bil 1990. Uppskattningen var förvånansvärt bra, utfallet blev 2,8 invånare per bil 1990.
År 1958 antogs en ny trafikplan för Stockholm. Det var ett ambitiöst program där man skulle bygga en motorvägsring runt staden och en mängd olika anslutande trafikleder in till staden och utanför. Genomförandet av denna trafikplan var kostnadsberäknat till 2 330 miljoner kronor i 1958 års prisnivå. I 2020 års köpkraft motsvarar det knappt 30 miljarder kronor. 
Flera av dessa projekt fullföljdes aldrig helt, fick andra sträckningar eller gavs upp medan andra fortfarande planeras (se Österleden). Ett av de första projekt som gavs prioritet redan från början var Essingeleden. Den 1 april 1960 fastställdes generalplaneförslaget för Essingeleden av Kungl. Maj:t och ungefär samtidigt började anläggningsarbetena.
I planbeskrivningen (stadsplan Pl 5355 från 9 april 1959) beskrevs Essingeledens första etapp på följande sätt:
| ” | Essingeleden utgör en länk i en med motorvägsstandard utformad ringled runt Stockholms innerstad. Leden har i norr anslutning till Drottningholmsvägen och skall senare fortsättas vidare norrut i riktning mot Karlberg […] Mellan Lilla Essingen och Stora Essingen fortsätter leden på en ny bro som skall ersätta den nuvarande. Den nya bron får en segelfri höjd av 16 m. På Stora Essingens östra sida finns anslutningar dels till det lokala vägnätet, dels till en framtida avgrening av leden till brommalandet. Essingeleden passerar sundet mellan Stora Essingen och Gröndal på en hög bro som på en sträcka minst 50 m skall ha en segelfri höjd om minst 26 meter… | „ |

Essingeleden blev under tidiga 1960-talet Sveriges största vägbygge trots att det bara omfattade fem kilometer ny väg. 1961 arbetade i genomsnitt 70 man dagligen med projektet. Antalet steg till 460 man 1964. Största arbetsstyrkan förelåg sommaren 1964 då 500 man dagligen arbetade på åtta samtidigt pågående entreprenader. 
Markexproprieringarna blev betydande och kom att kosta cirka 40 miljoner (den totala kostnaden för projektet blev i slutändan 260 miljoner kronor inklusive markinlösen). En fabrik, flera kolonilotter, en skola och andra byggnader fick lösas in och rivas. Det anlades en ny bro för lokaltrafiken mellan Stora Essingen och Lilla Essingen (dagens Gamla Essinge broväg). Den gamla lokalbron mellan öarna (Stora Essingebron) var byggd på 1920-talets slut. Den var alldeles för smal för tung trafik vilket 1948 ledde till en svår trafikolycka (se Essingebroolyckan). Den nya lokalbron invigdes samtidigt som Essingeleden.
Projektet omfattade en ny trafikplats i norr där Essingeleden anslöts till Drottningholmsvägen (dagens trafikplats Fredhäll) och en i söder där Essingeleden övergår i Årstalänken och Södertäljevägen (dagens trafikplats Nyboda). Dessutom ingick några mindre trafikplatser, en vid Hägerstensvägen (dagens trafikplats Nybohov) en vid Gröndal (dagens trafikplats Gröndal) och en på Stora Essingen (dagens trafikplats Stora Essingen). På Stora Essingen räknade man med att bygga den så kallade Brommagrenen efter ett par år och den kom därför att få en annan utformning än de flesta trafikplatserna. Idag finns inga planer på en Brommagren längre och i stället har spårvägen Tvärbanan byggts där Brommagrenen en gång var tänkt att gå. Vidare sprängdes en tunnel under Fredhäll, Fredhällstunneln. Totalt omfattade projektet nio broar och viadukter, en tunnel, sex trafikplatser och en motorväg med tre filer i vardera riktningen, projekterat för 80 km/h för huvudleden och 60 km/h för trafikplatsernas rampsystem. Under projektets gång beslöts det att Sverige skulle införa högertrafik. Därför fick trafikplatsernas anslutningar ändras något liksom dagen för färdigställande.

### Byggolyckor
Under uppförandet av Fredhällsbrons västra brospann gav en provisorisk bärkonstruktion av stålfackverk vika, vilket fick till följd att ett 30 meter långt spann av bron rasade den 10 december 1964. Olyckan förorsakades av en ställning som gav vika vid gjutningen. Ingen kom till skada, men bygget försenades med några månader. En arbetare omkom i samband med en rasolycka vid bygget av Midsommarkransens viadukt.

### Byggets organisation
Projekt Essingeleden föll under Stockholms stads gatukontorets ansvarsområde. Eftersom gatukontoret redan hade stor arbetsbelastning förvärvade gatunämnden den 29 december 1959 ett färdigbildat bolag, AB Samos, som den 12 februari 1960 omregistrerades under namnet AB Gekonsult.
Gekonsult kom sedan att svara för genomförandet av Essingeleden och liknande större vägprojekt i Stockholm.
Gekonsult arbetade med utformning av anbudshandlingar, projektering och konstruktion av broar och viadukter. Bland medarbetarna märks överingenjören Arne Dufwa som ledde projekteringsbyrån. Till arbetsuppgifterna hörde även upphandling av delentreprenader, byggadministration och kontroll. Förutom egen personal anlitade Gekonsult andra kommunala organ, exempelvis Stockholms stads fastighetskontor som svarade för markförvärv och Stockholms stadsbyggnadskontor som stod för nya stadsplaner.
Gekonsult hade även extern hjälp i form av privata byggfirmor samt privata arkitekt- och konstruktionsföretag.
Konsulter (urval)
- AOS Arkitekter (arkitekt)
- Gunnar Lené (arkitekt)

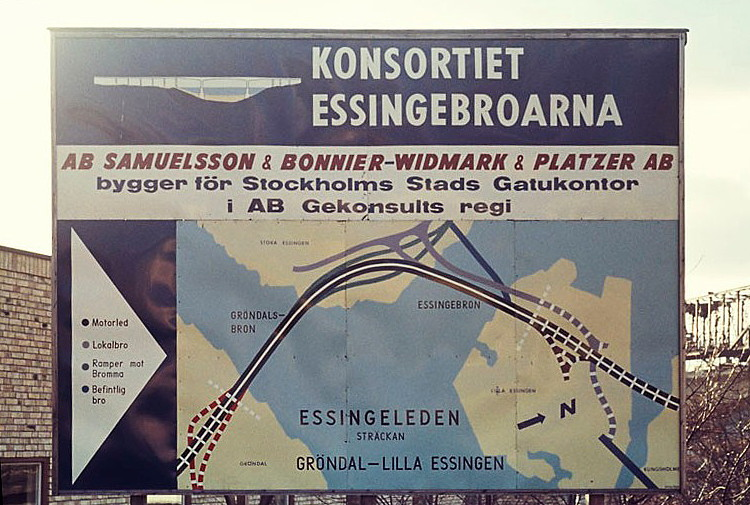
Byggskylt för ett delavsnittet Gröndalsbron – Essingebron, 1964-1965.

- Kjessler & Mannerstråle (konstruktioner)
- Hagconsult AB (grundundersökningar)
- Bjurströms geotekniska byrå (grundundersökningar)
- Gösta Lundin Ingenjörsbyrå (konstruktioner)
- Ingenjörsfirman Pehr & Co
- Ingenjörsbyrån Viak AB (konstruktioner)

Entreprenörerer (urval)
- AB Armerad Betong
- Elektriska AB AEG
- Bergendahl & Höckert
- Samuelsson & Bonnier
- Svenska Diamantbergborrnings AB
- Kasper Höglund AB
- Skånska Cementgjuteriet
- Svenska Väg
- AB Vägförbättringar
- Widmark & Platzer

### Invigningen
Efter drygt sex års byggtid var det dags att inviga Essingeleden. Det skedde under festliga former söndagen den 21 augusti 1966. Invigningsceremonin hölls av Sveriges dåvarande statsminister Tage Erlander i närvaro av bland andra "motorprinsen" prins Bertil. Stora folkmängder hade samlats på flaggprydda Gröndalsbron och stod från Stora Essingen, på Ormberget och ända bort till Nybohovsviadukten. Till en början öppnades bara den östra körbanan med två temporära körfält i vardera riktningen. Först i september 1967 i samband med högertrafikomläggningen öppnades även den västra körbanan, därmed blev vägen en av Sveriges första sexfiliga motorvägar.

### Historiska bilder

Bygget fram till invigningen
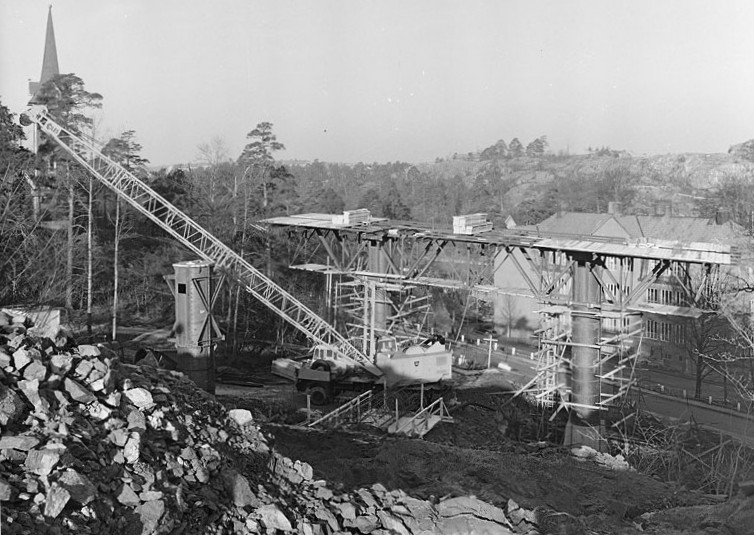
Blommensbergsviadukten, 1961
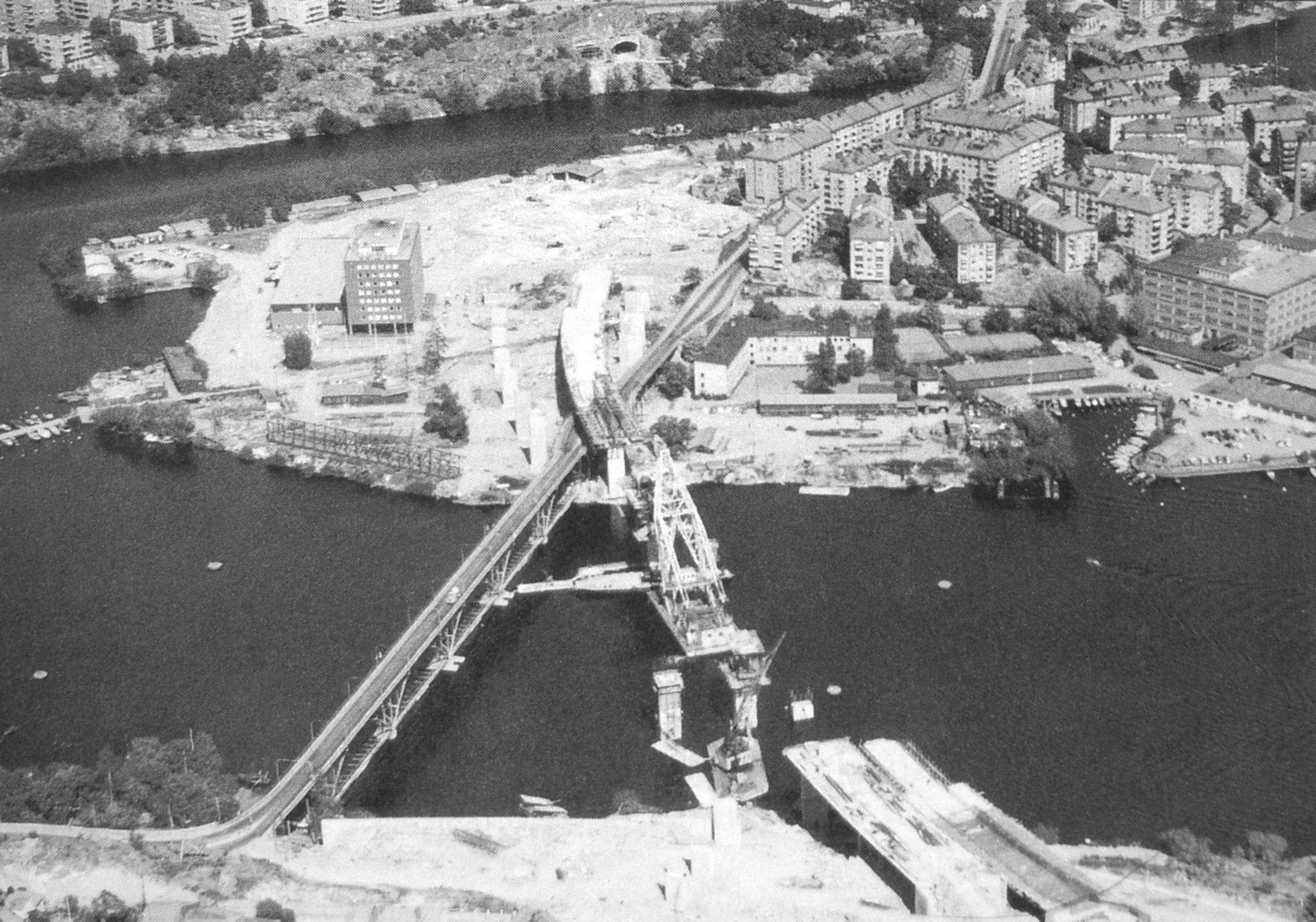
Essingebron under uppförande, hamnkranen Lodbrok assisterar, 1963
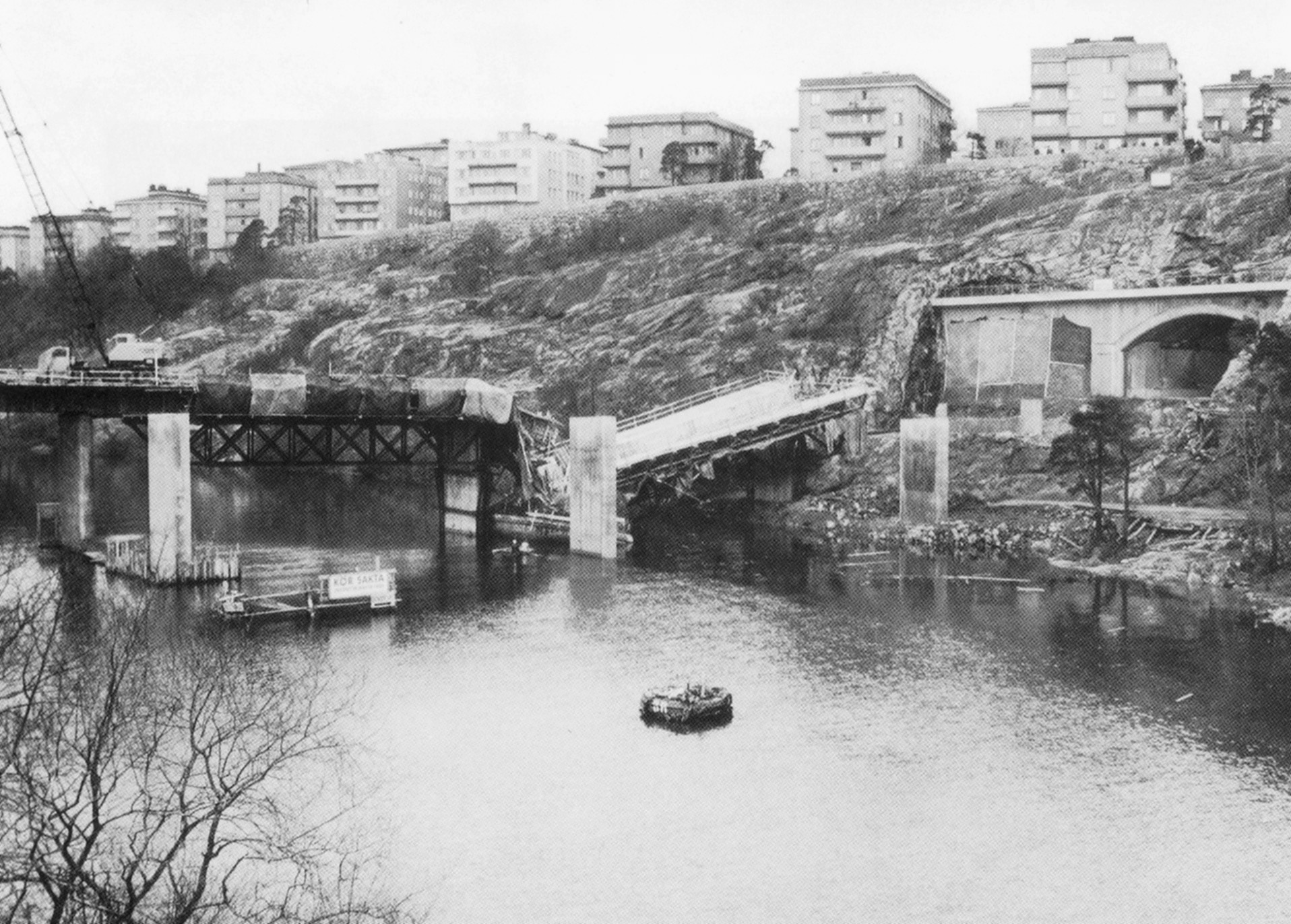
Fredhällsbrons haveri, 1964
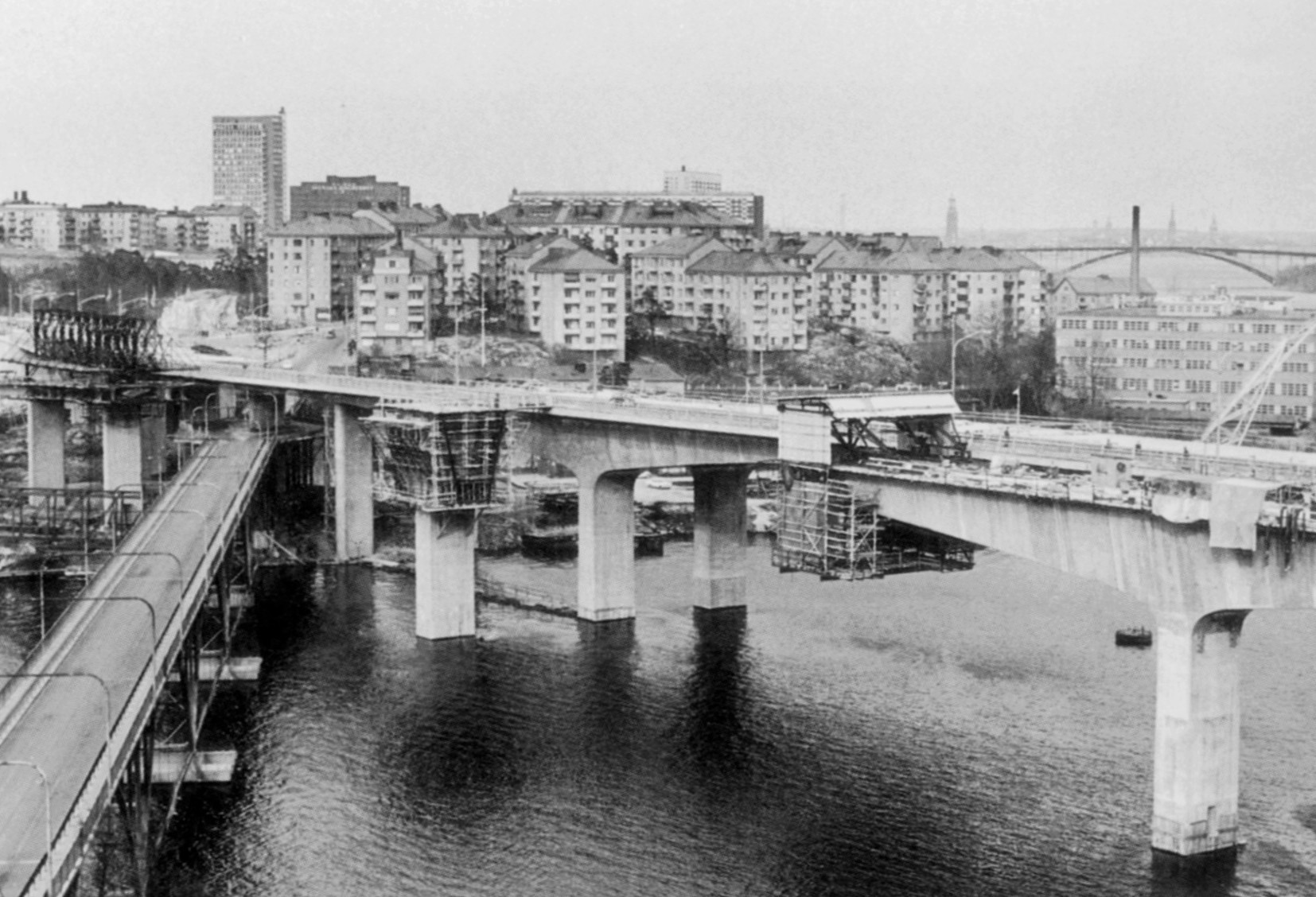
Essingeleden (här nya Essingebron och gamla Stora Essingebron), 1965
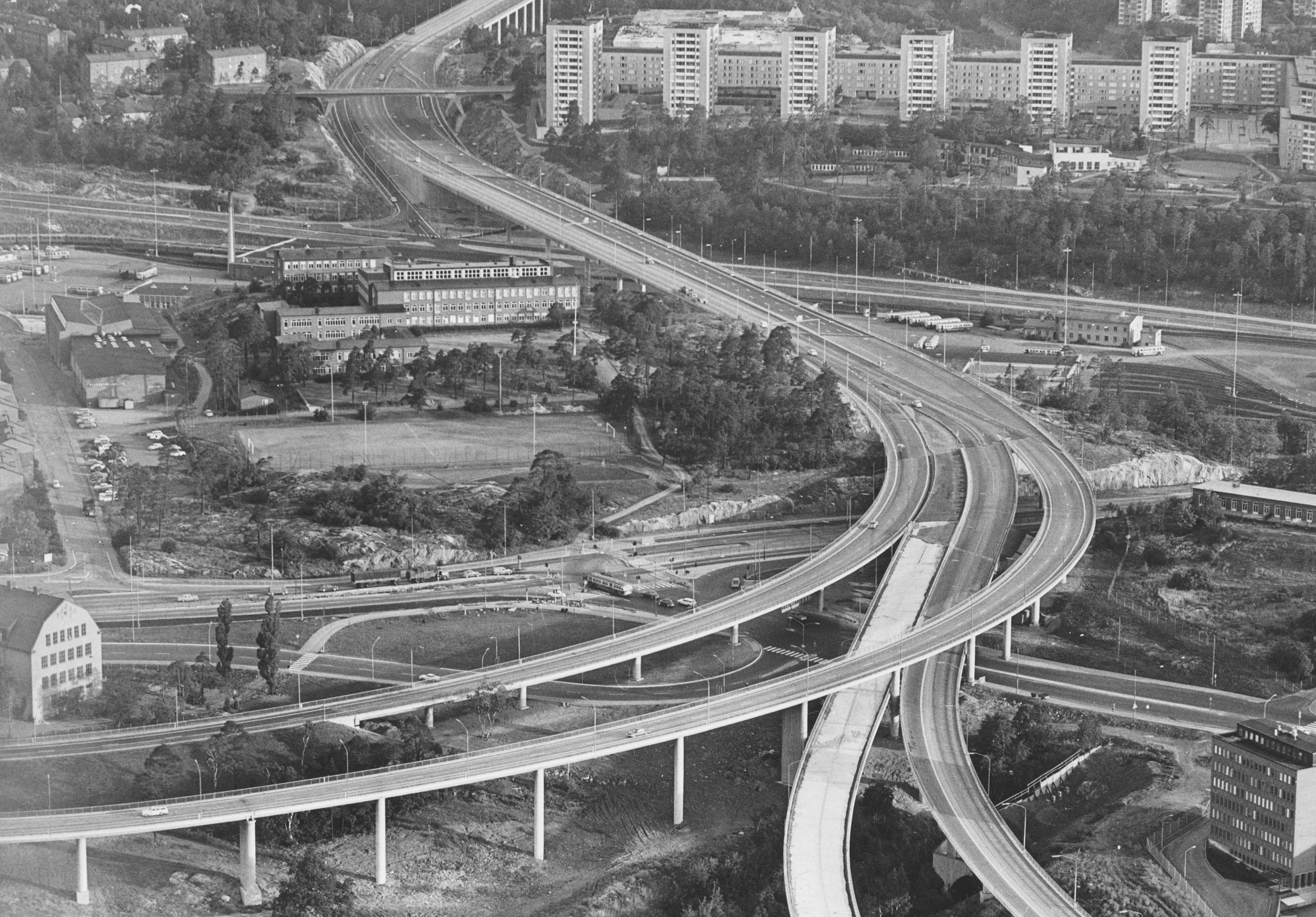
Essingeleden vid Midsommarkransen, avfart Årstalänken (dagens trafikplats Nyboda), 1966

Invigningen och därefter
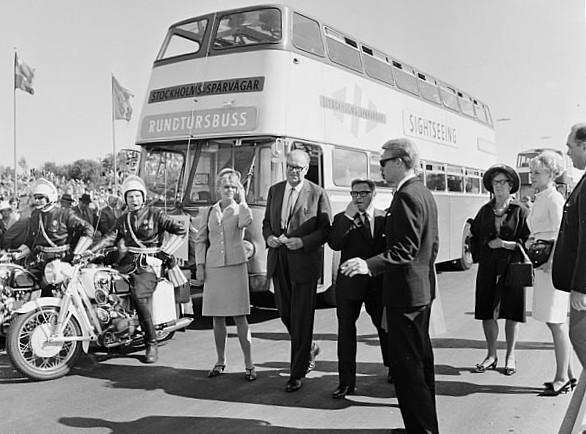
Invigningen 21 augusti 1966, Tage Erlander i mitten och Prins Bertil längst till höger
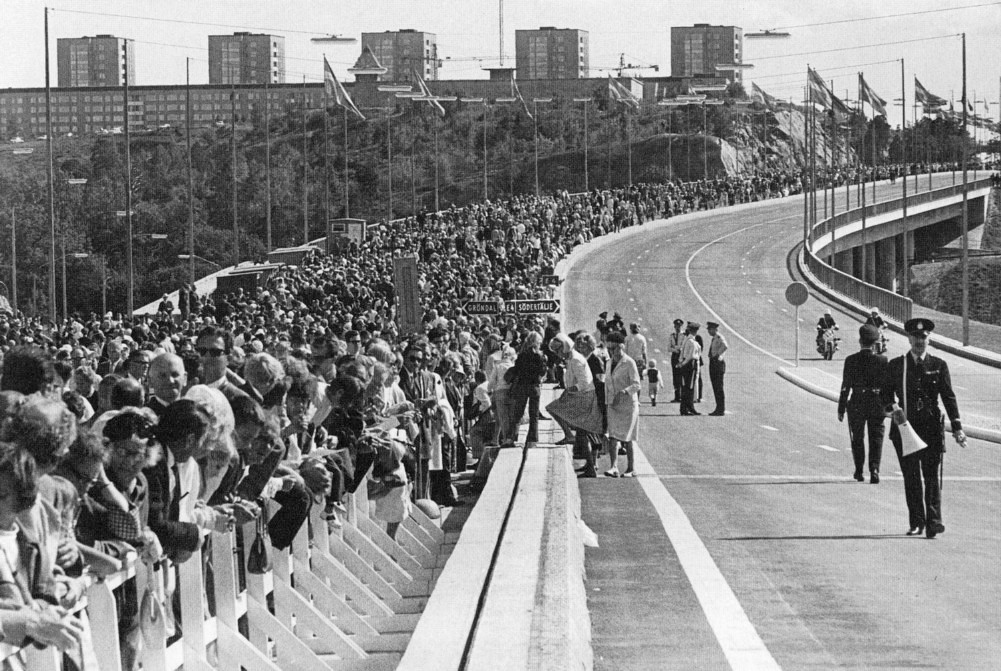
Invigningen 21 augusti 1966, söderut i höjd med Gröndal, Nybodahöjden i fonden
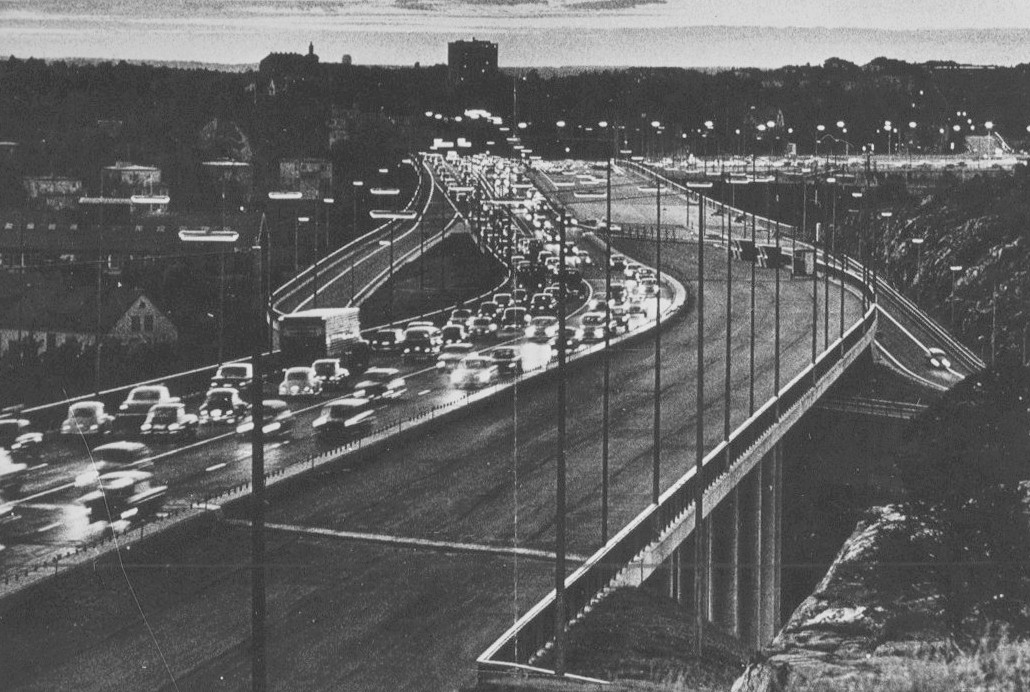
Invigningsdagens kväll. Trafiken har släppts på, vy söderut vid Essingeavfarten
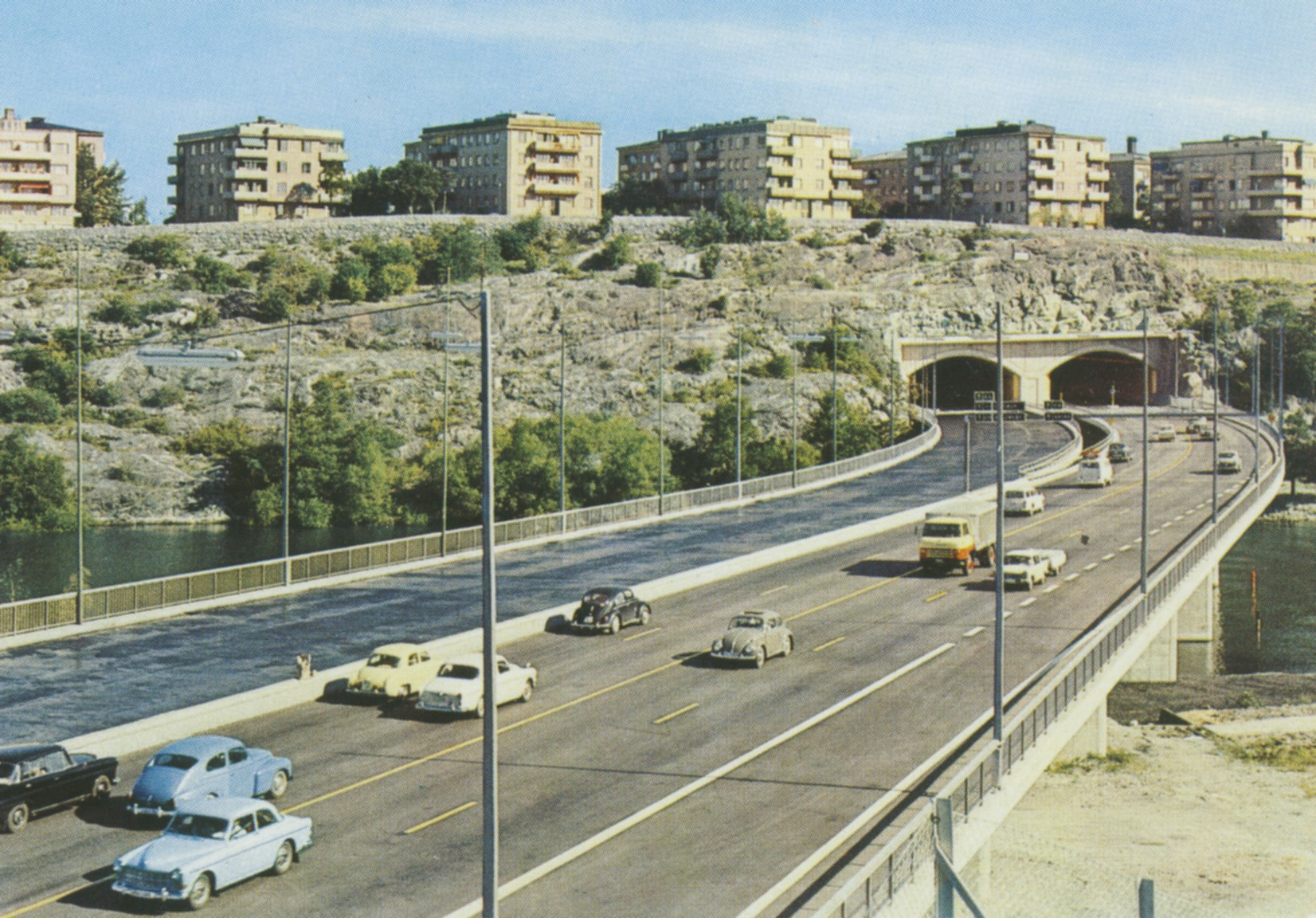
Essingeleden vid Fredhällstunneln kort efter invigningen, Fredhäll i fonden, 1966
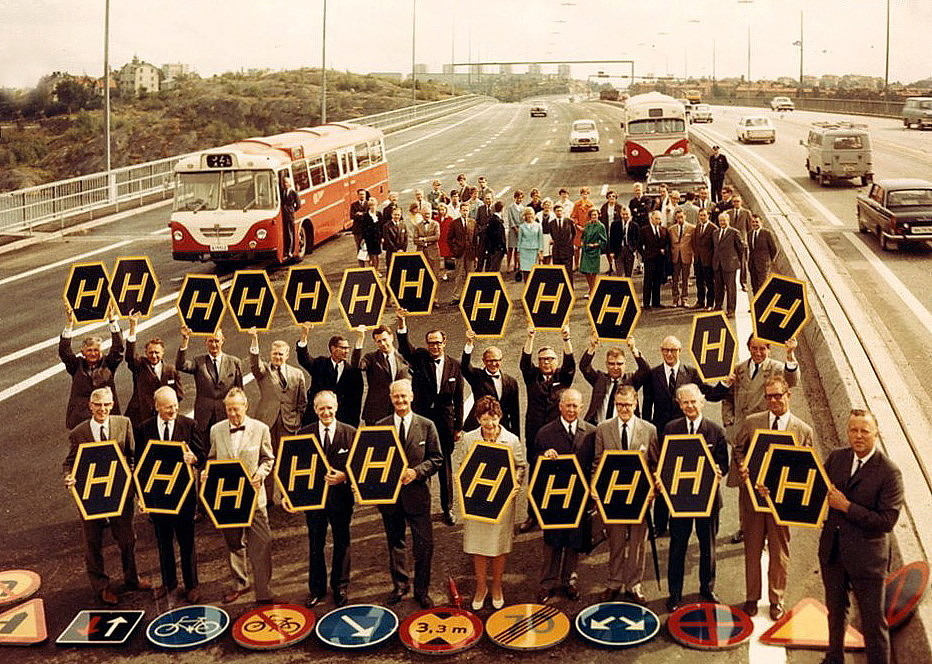
Essingeleden / Gröndalsbron september 1967 vid högertrafikomläggningen

## Essingeledens broar

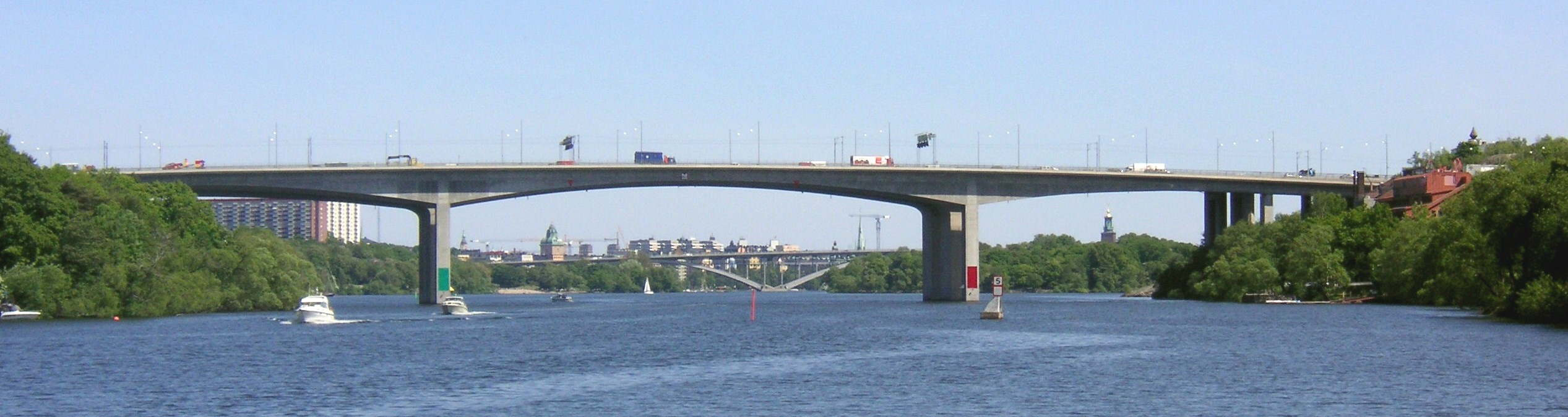
Gröndalsbron.

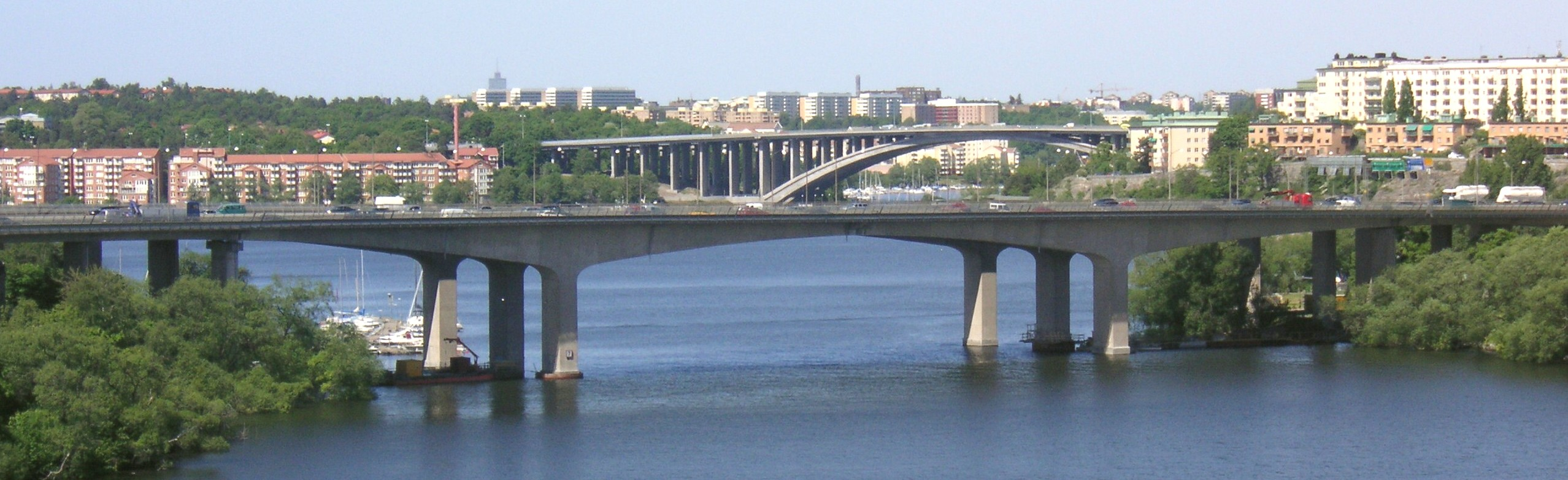
Essingebron.

Vid projekteringen av Essingeledens broar och viadukter lades stor vikt på estetisk tilltalande lösningar, det gällde speciellt Gröndalsbron och Essingebron. För den arkitektoniska gestaltningen av dem anlitades AOS Arkitekter som i samarbete med konstruktörerna arbetade fram det första utkastet.
På sträckan Södertäljevägen – Norra länken är Essingeleden cirka 8 kilometer lång. Av denna sträcka är hälften broar och viadukter. En del av dem är inte namngivna, som den 126 meter långa viadukten över Drottningholmsvägen eller den 250 meter långa viadukten över Hornsbergsdepån och Lindhagensgatan på västra Kungsholmen. Namngivna broar och viadukter är (från söder till norr):
- Midsommarkransens viadukt, längd 340 meter.
- Hägerstensviadukten, längd 330 meter.
- Nybohovsbron (över Essingeleden), längd 80 meter.
- Blommensbergsviadukten, längd 300 meter.
- Gröndalsviadukten, längd 300 meter.
- Gröndalsbron, längd 460 meter.
- Essingebron, längd 470 meter.
- Fredhällsbron, längd 270 meter.
- Karlbergsbron, längd 510 respektive 560 meter.

## Trafikplatser

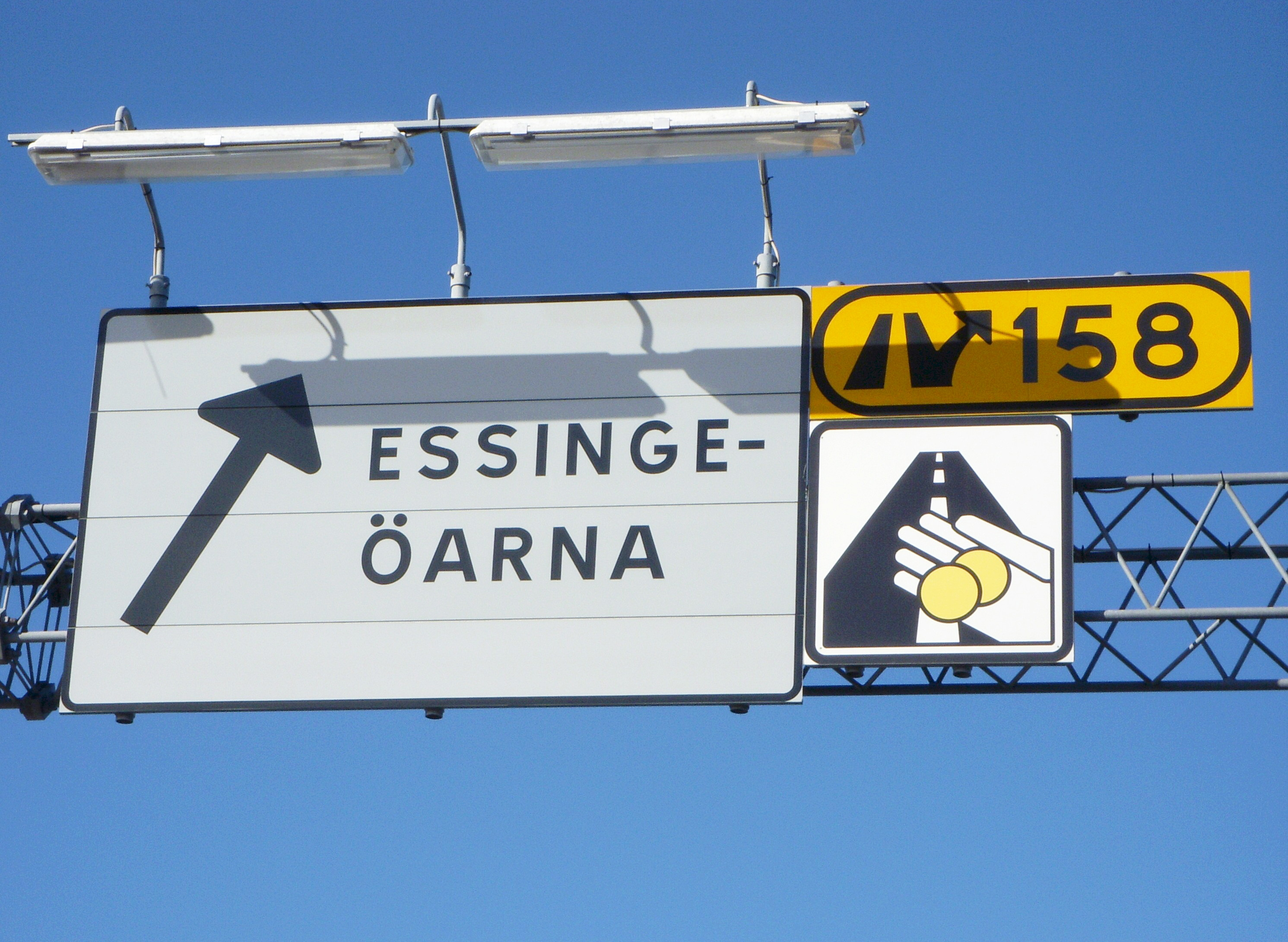
Avfart nummer 158 "Essingeöarna" mot norr, med tilläggsskylt för trängselskatt

Essingeledens trafikplatser från syd till norr:
 Trafikplats Nyboda (Nybodamotet), koppling till Södra länken, Riksväg 73, Länsväg 222 och Södertäljevägen mot Liljeholmen.
 Trafikplats Nybohov (Nybohovsmotet), koppling till Hägerstensvägen (endast från/till norr).
 Trafikplats Gröndal, koppling till Gröndalsbacken/Gröndalsvägen (endast från/till norr).
 Trafikplats Stora Essingen, koppling till Essingeringen.
 Trafikplats Lilla Essingen, koppling till Essinge brogata (avstängd i riktning Essinge brogata).
 Trafikplats Fredhäll, koppling till Drottningholmsvägen (ej norrifrån).
 Trafikplats Kristineberg (Kristinebergsmotet), koppling till Lindhagensgatan. Byggdes om mellan 2013 och 2015.
 Trafikplats Tomteboda, koppling till Pampaslänken.
 Trafikplats Karlberg, koppling till Klarastrandsleden och Pampaslänken, övergång till Norra länken.

## Essingeledens fortsatta utbyggnad

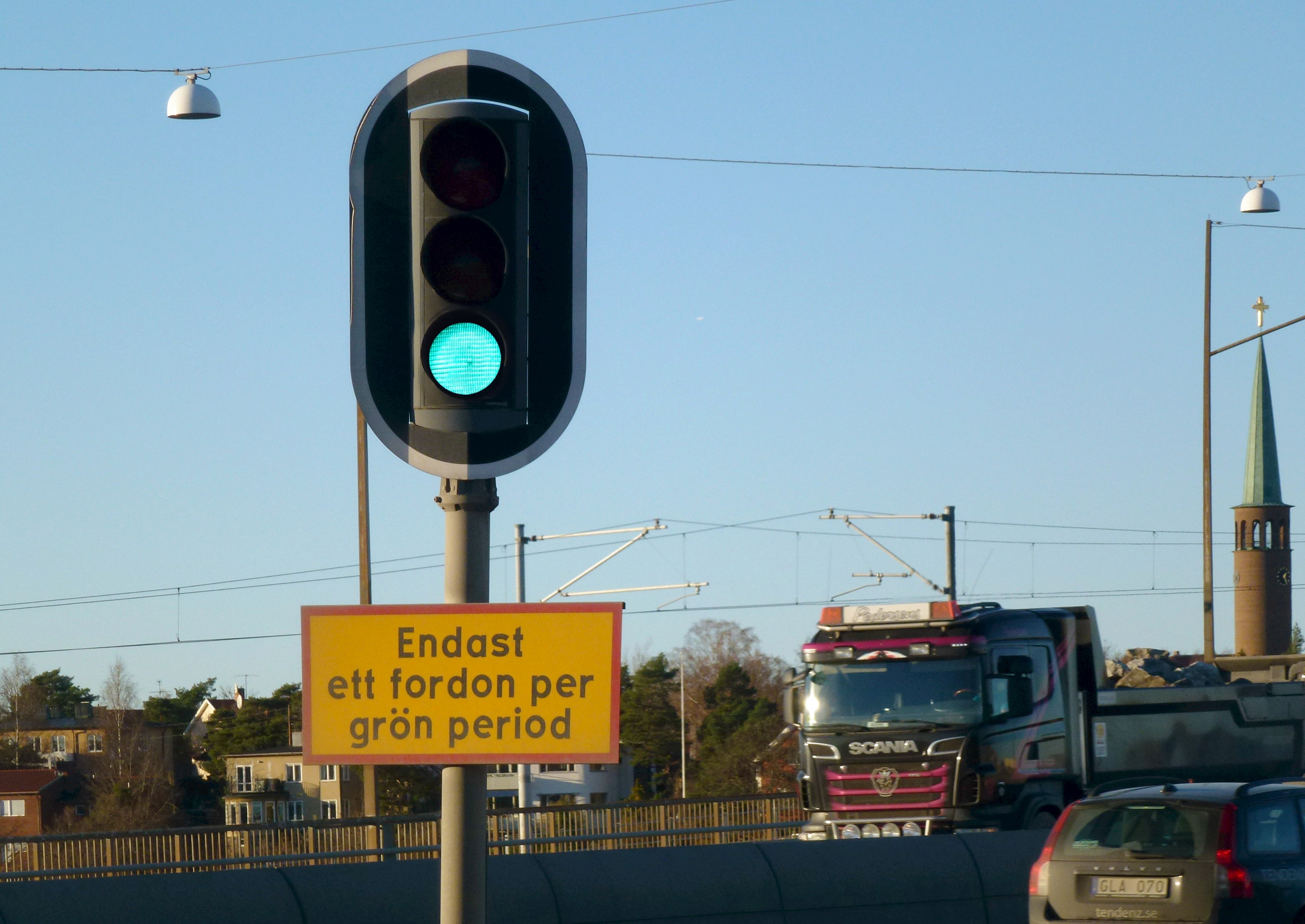
Essingeleden påfartsreglering vid avfart nummer 157, trafikplats Gröndal.

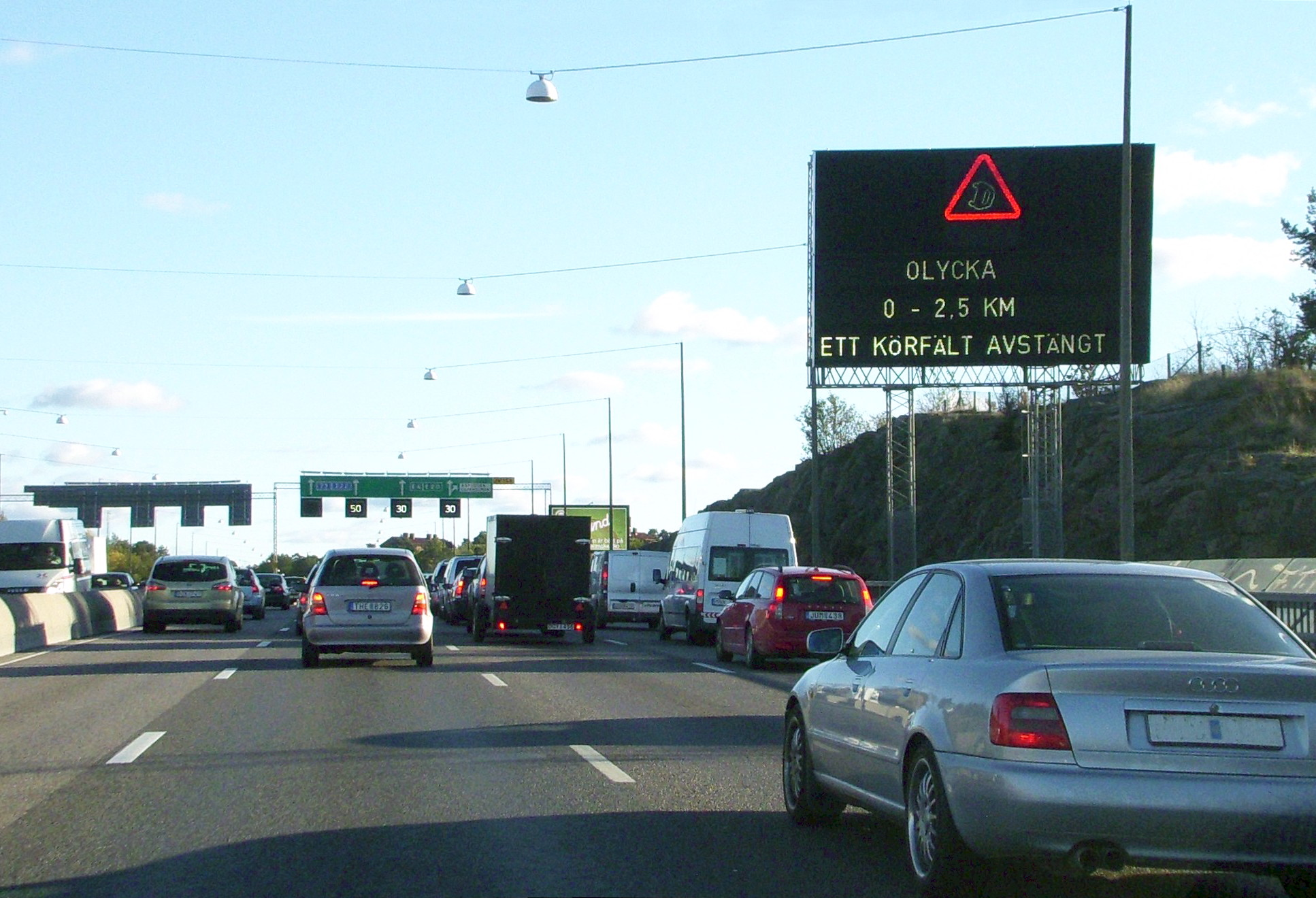
Essingeledens Motorvägskontrollsystem (här aktiv och varnar för olycka).

I slutet av 1960-talet förlängdes Essingeleden norrut och den 3 november 1970 invigdes den norra delen. Brist på medel under 1970-talet och en ändrad syn på Stockholms utbyggnad efter Norrmalmsregleringen ledde till att den ursprungligen planerade fortsättning i en nordlig länk för en framtida Ringled Stockholm fick vänta. Essingeleden slutade därför med en anslutning till Norra Stationsgatan som under de två följande decennierna blev en kvarvarande trafikpropp i innerstaden. 
Den 28 mars 1991 invigdes en delsträcka av Norra länken, för västgående trafik, och den 1 oktober 1991 öppnades ytterligare en delsträcka då även trafiken i nord- och östlig riktning släpptes på. Den påfartsramp som lett trafiken söderut från Norra Stationsgatan revs. Vid den blivande nya trafikplatsen Haga Norra pågick arbetet till 2 juli 1993 då delar av de nya på- och avfartsramperna öppnades. Den 12 augusti 1993 var hela trafikplatsen i bruk. Därmed blev det en sammanhängande stadsmotorväg utan trafikljus igenom Stockholm. 
Bland annat befolkningsökningen i Stockholm har dock gjort Essingeleden otillräcklig med köer som följd och under 1990-talet var vägen dessutom under långvarig ombyggnad för att kunna ta mer trafik, främst med tanke på att man nu beslutat att återuppta de gamla trafikplanerna. Enligt Trafikverket är Essingeleden Sveriges mest trafikerade väg. 1960 planerades den för 80 000 fordon/dygn i båda riktningar, trafikintensiteten hade i slutet av 1990-talet ökad till 120 000 fordon/dygn, vilket var över kapaciteten (med köer som följd). 
Efter att vägen fått fyra körfält i vardera riktningen ökade kapaciteten till cirka 150 000 fordon/dygn vilken också tagits i anspråk sedan Södra länken öppnades. En åtgärd som förutom att den kompenserat för det ökade kapacitetsbehovet på grund av bland annat befolkningsökningen också lett till en viss ytterligare minskning av trafiken i innerstaden. I genomsnitt är trafikmängden 160 000 fordon/dygn (gäller 2017) på Essingeleden.
Under augusti 2007 slogs rekordet med en trafikmängd på runt 170 000 fordon/dygn. Det berodde på bland annat trängselskatten, på ombyggnad av Centralbron i centrala Stockholm samt ökad folkmängd i regionen. Denna trafikmängd skapade svåra köer, både på Essingeleden och Södra länken. Essingeleden är ett känsligt vägavsnitt där en olycka kan skapa svåra störningar i trafiken. Det exemplifierades vid en lastbilsolycka den 23 april 2008 då trafiken stod stilla under stora delar av eftermiddagen vilket orsakade en samhällsekonomisk kostnad på 33 miljoner kronor, enligt en schablonmässig beräkning. Troligen var verklig summa större då en sådan oväntad lång störning medför att ytterligare personer får vänta på de som är försenade, att folk missar flyg och så vidare. Sådana här olyckor inträffar i genomsnitt en gång per år i Stockholm.
Den 14 oktober 2005 gick pontonkranen Lodbrok in i Essingebron som är en av Essingeledens broar vilket orsakade sprickor och bron fick stängas av under ett antal timmar. Se kollisionen mellan Lodbrok och Essingebron.
År 2005 infördes så kallad påfartsreglering för tre påfarter till Essingeleden. Påfarten vid trafikplatserna Nyboda (155), Nybohov (156) och Gröndal (157) är sedan dess signalreglerade med trafikljus, som släpper igenom "endast ett fordon per grön period". Påfartsregleringen känner av trafikmängd och hastighet på Essingeleden och är bara aktiv vid behov. Systemet skall mildra effekterna av ökad trafik på Essingeleden och underlätta ett jämnt trafikflöde.
För att effektivisera trafikflödet på Essingeleden infördes under hösten 2002 ett trafikstyrningssystem kallad Motorvägskontrollsystem (MCS - Motorway Control System) på sträckan Eugeniatunneln - Västberga. MCS är ett automatiskt kövarningssystem, styrt av detektorer som bland annat registrerar trafikens hastighet och var köer börjar respektive slutar. Via variabla skyltar uppmanas trafikanterna att sänka hastigheten och/eller byta körbana.

### Nutida bilder

Essingeleden norrut
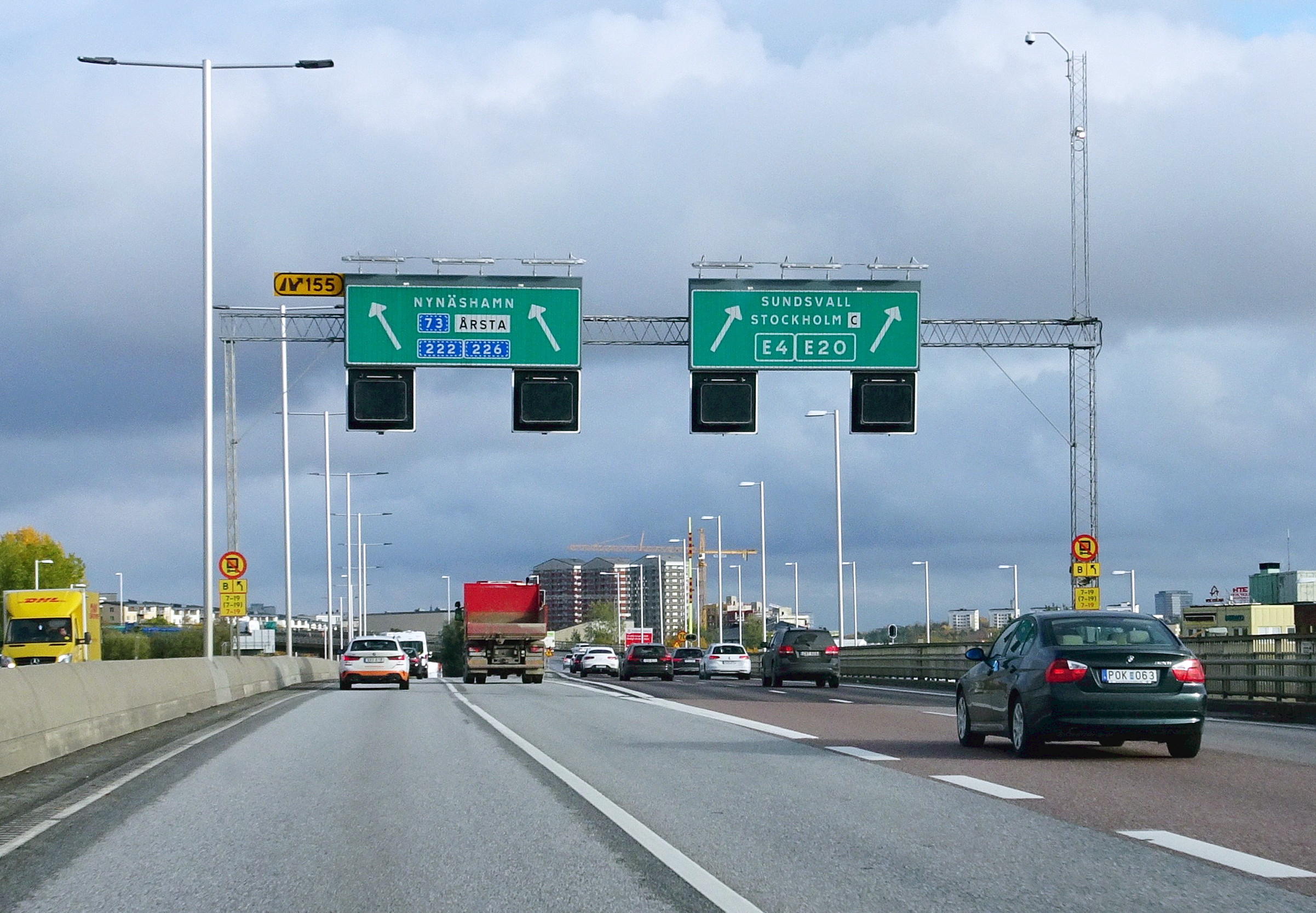
Trafikplats Nyboda.
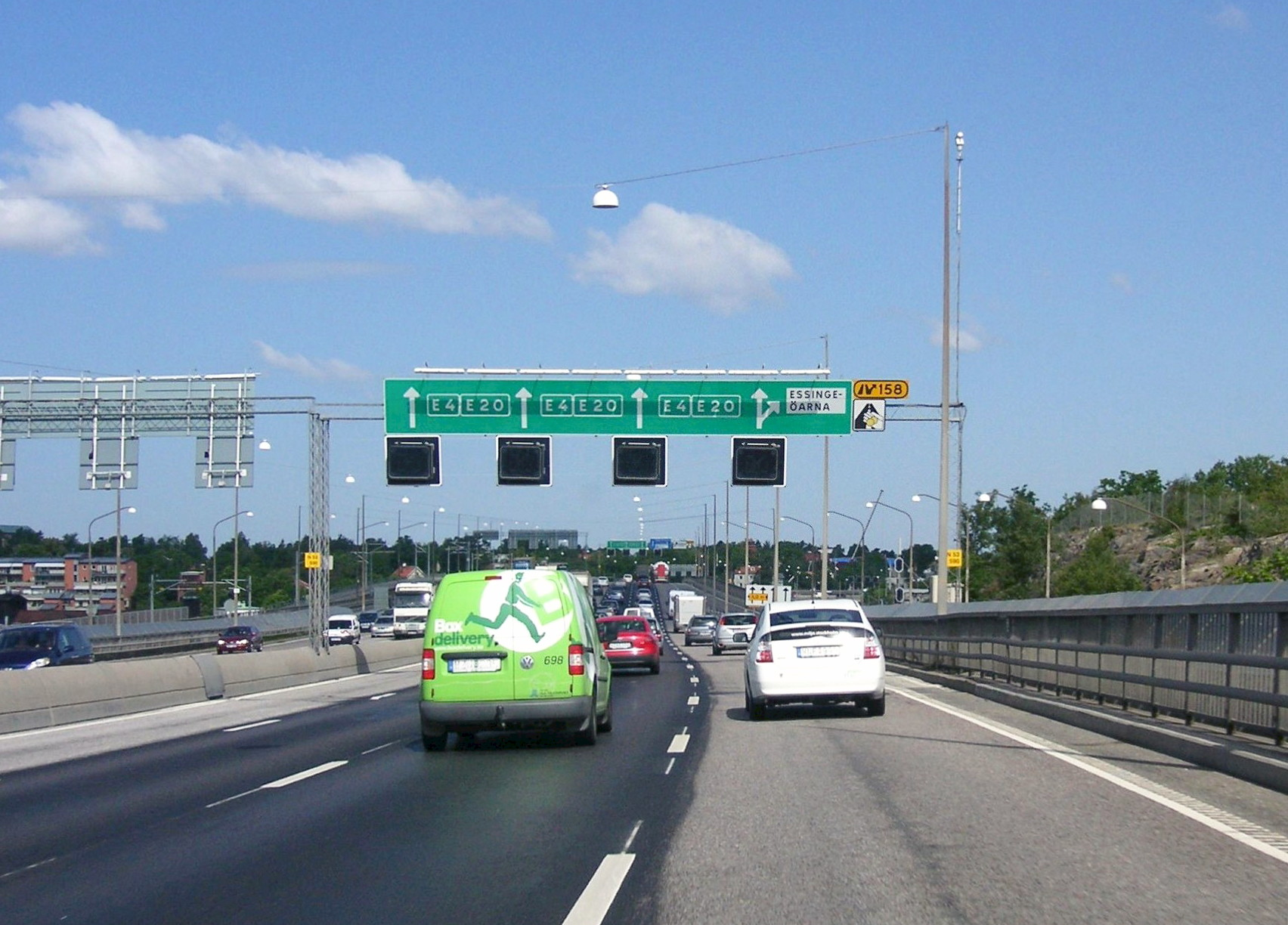
Trafikplats Stora Essingen.
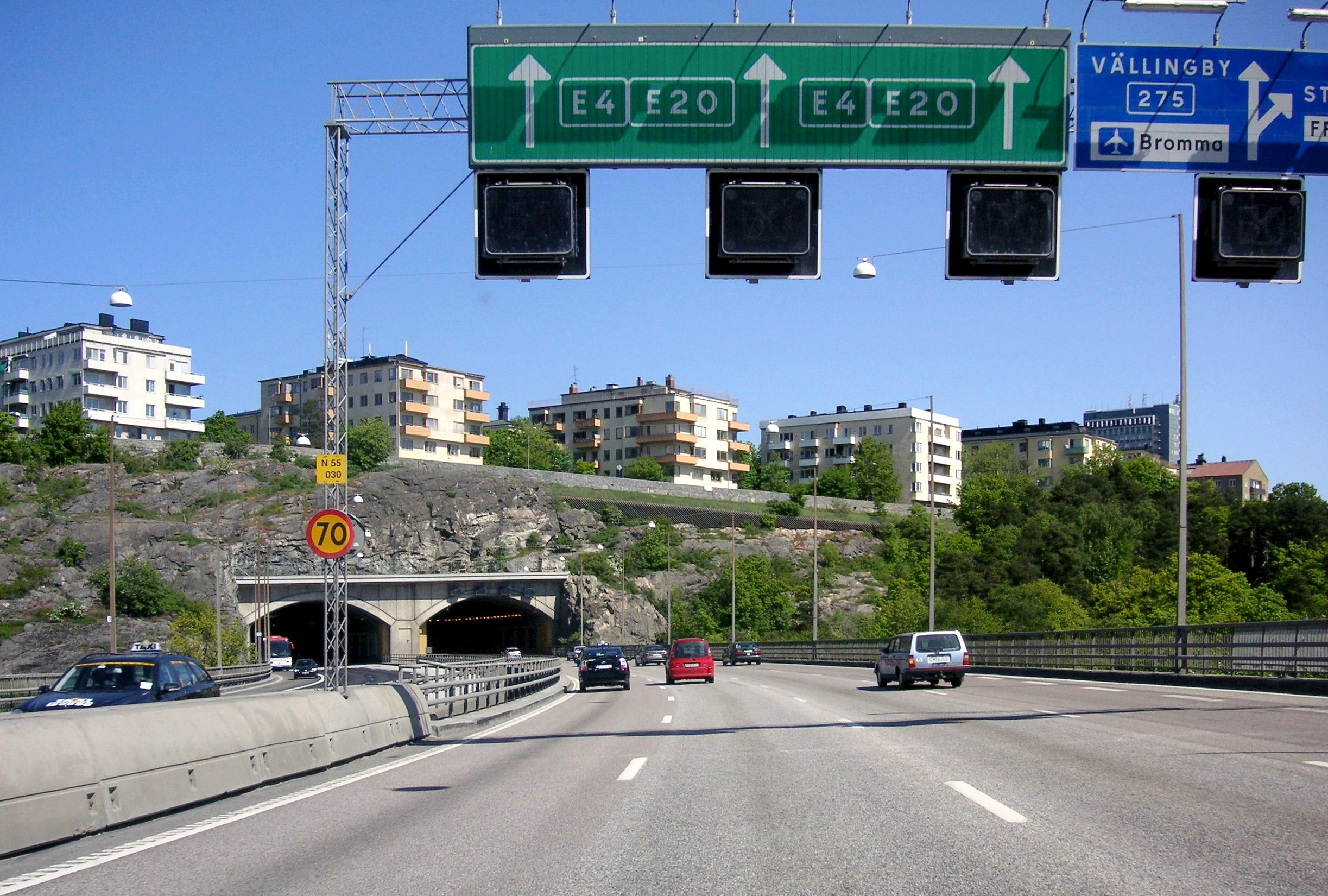
Fredhällsbron och Fredhällstunneln.
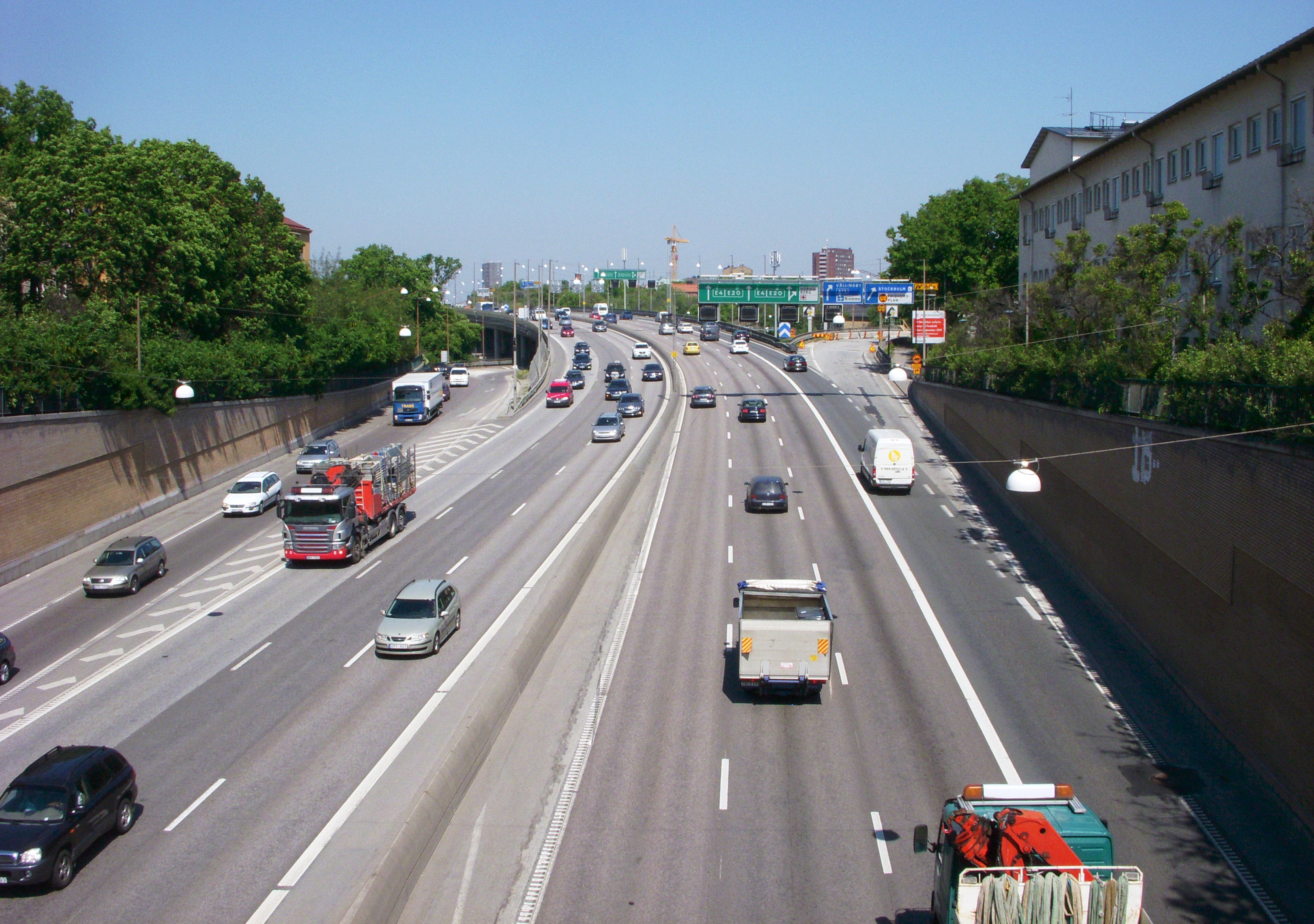
Trafikplats Fredhäll.
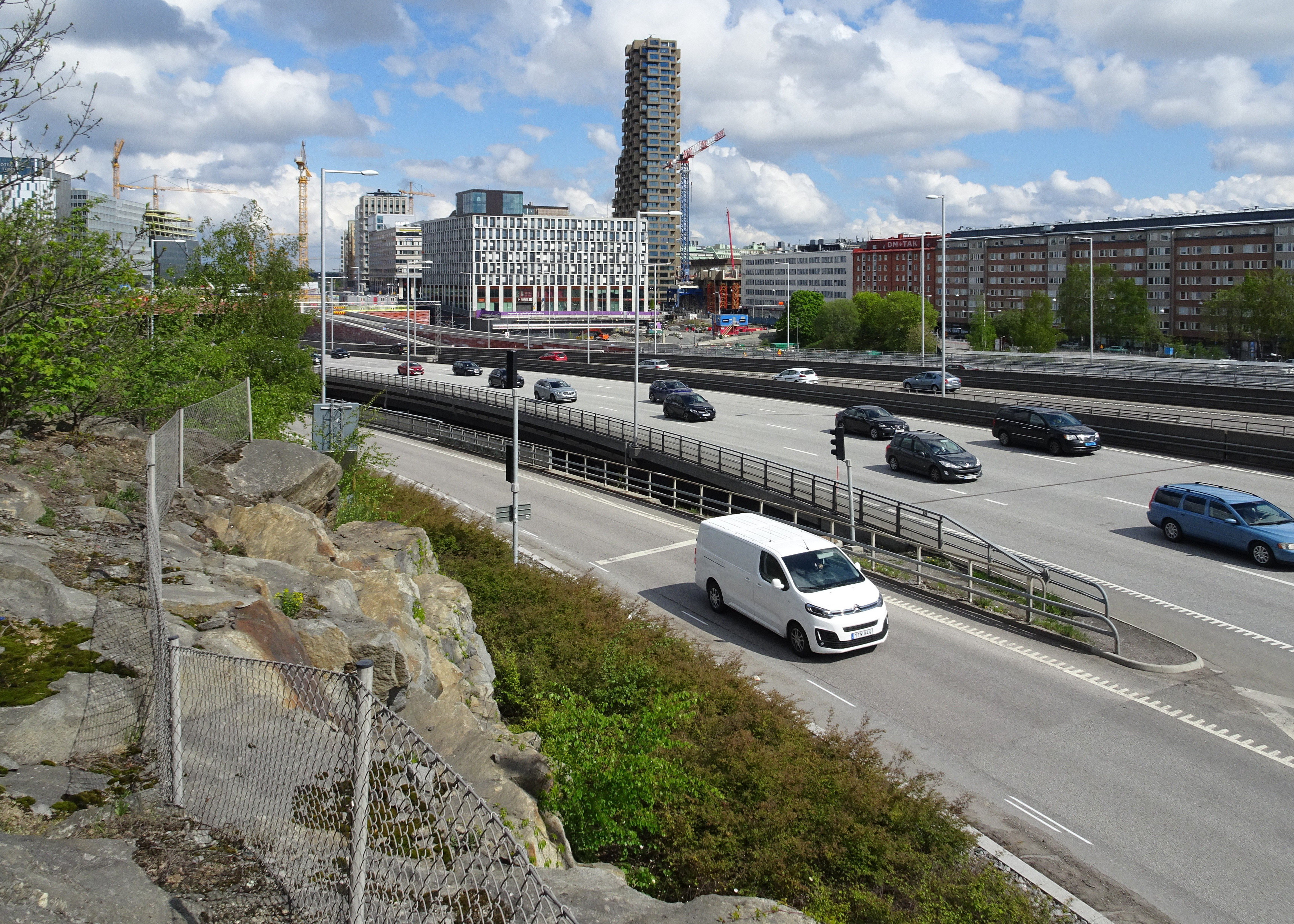
Trafikplats Karlberg.

Essingeleden söderut
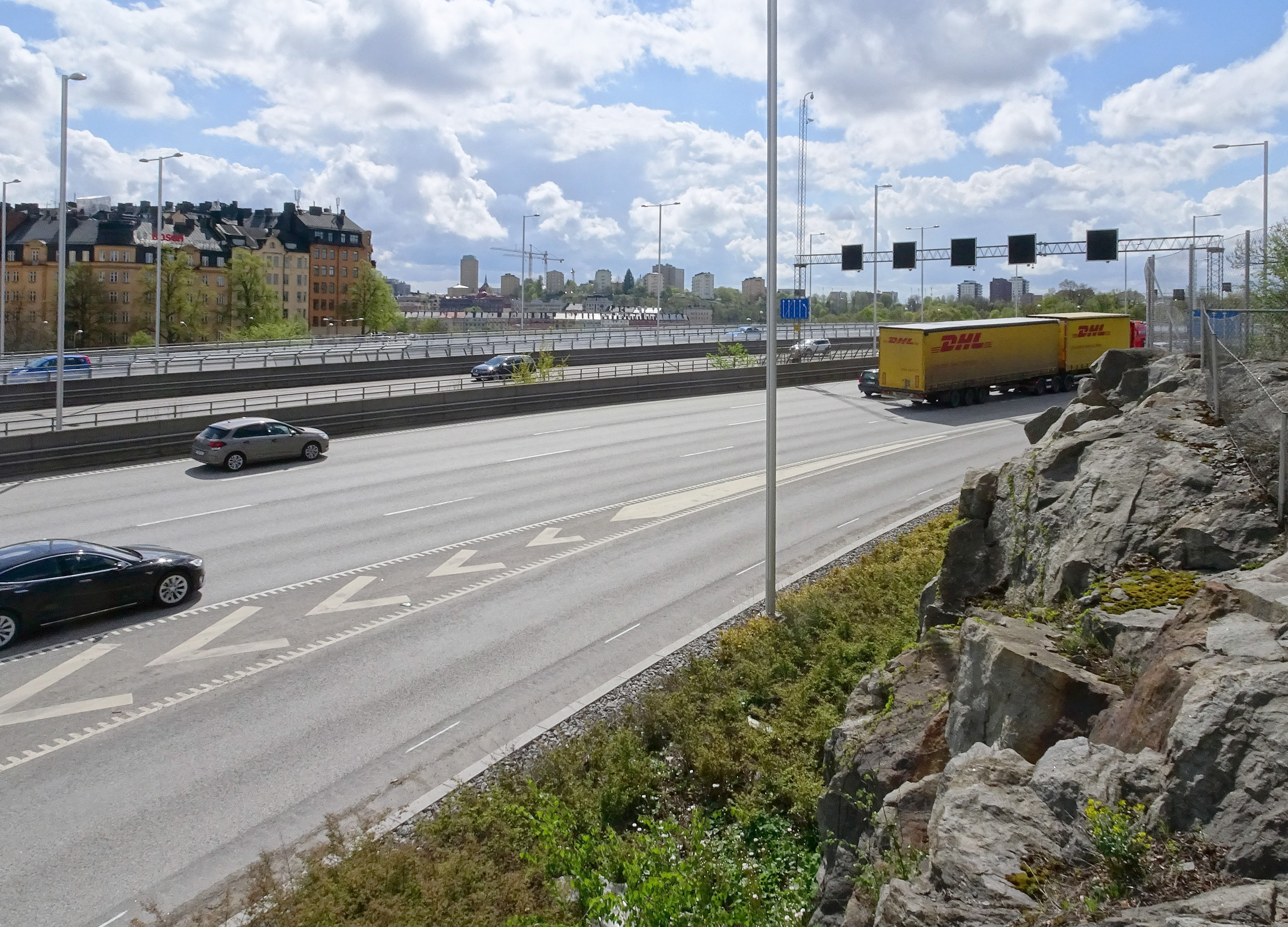
Trafikplats Karlberg.
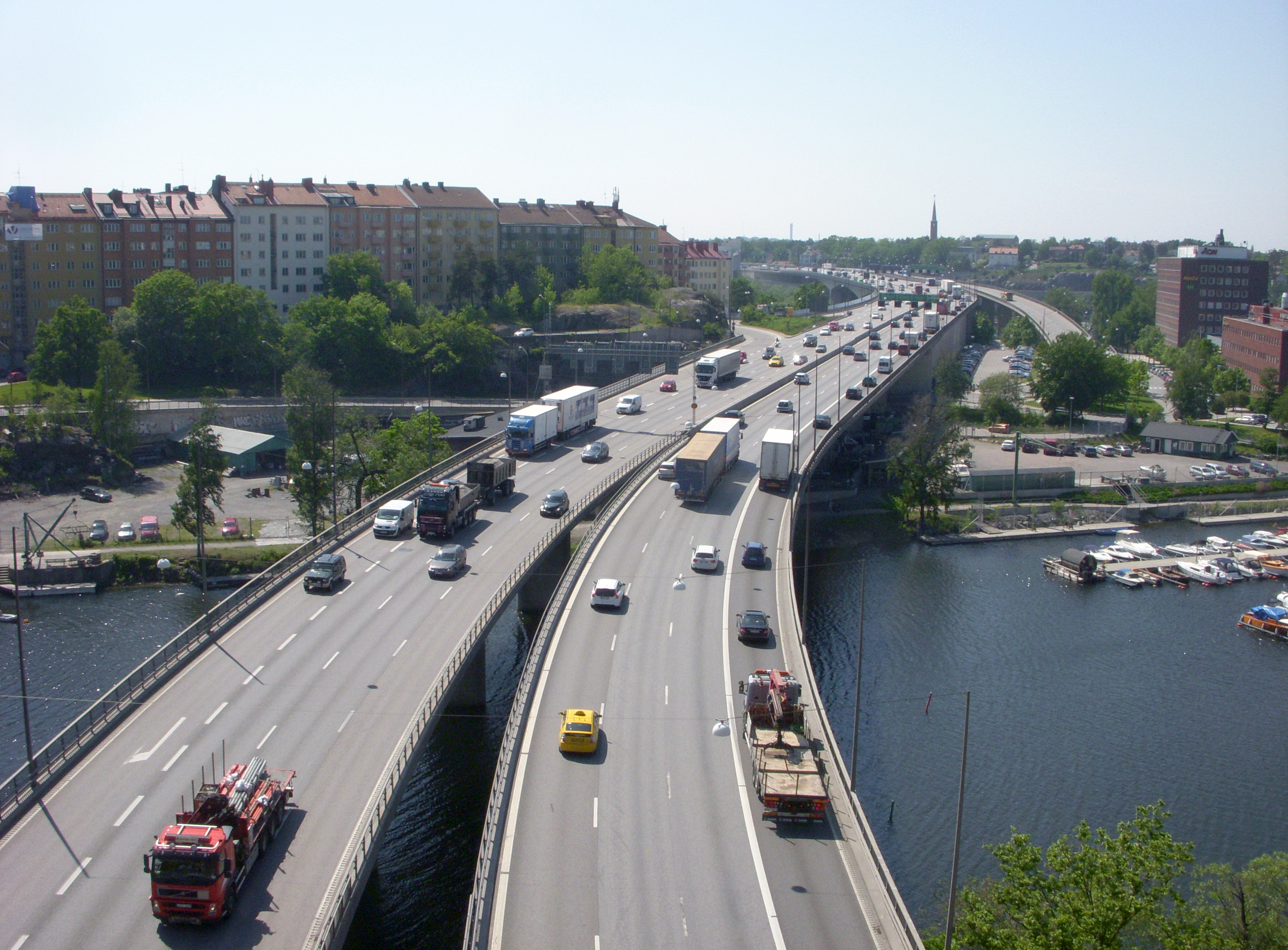
Fredhällsbron.
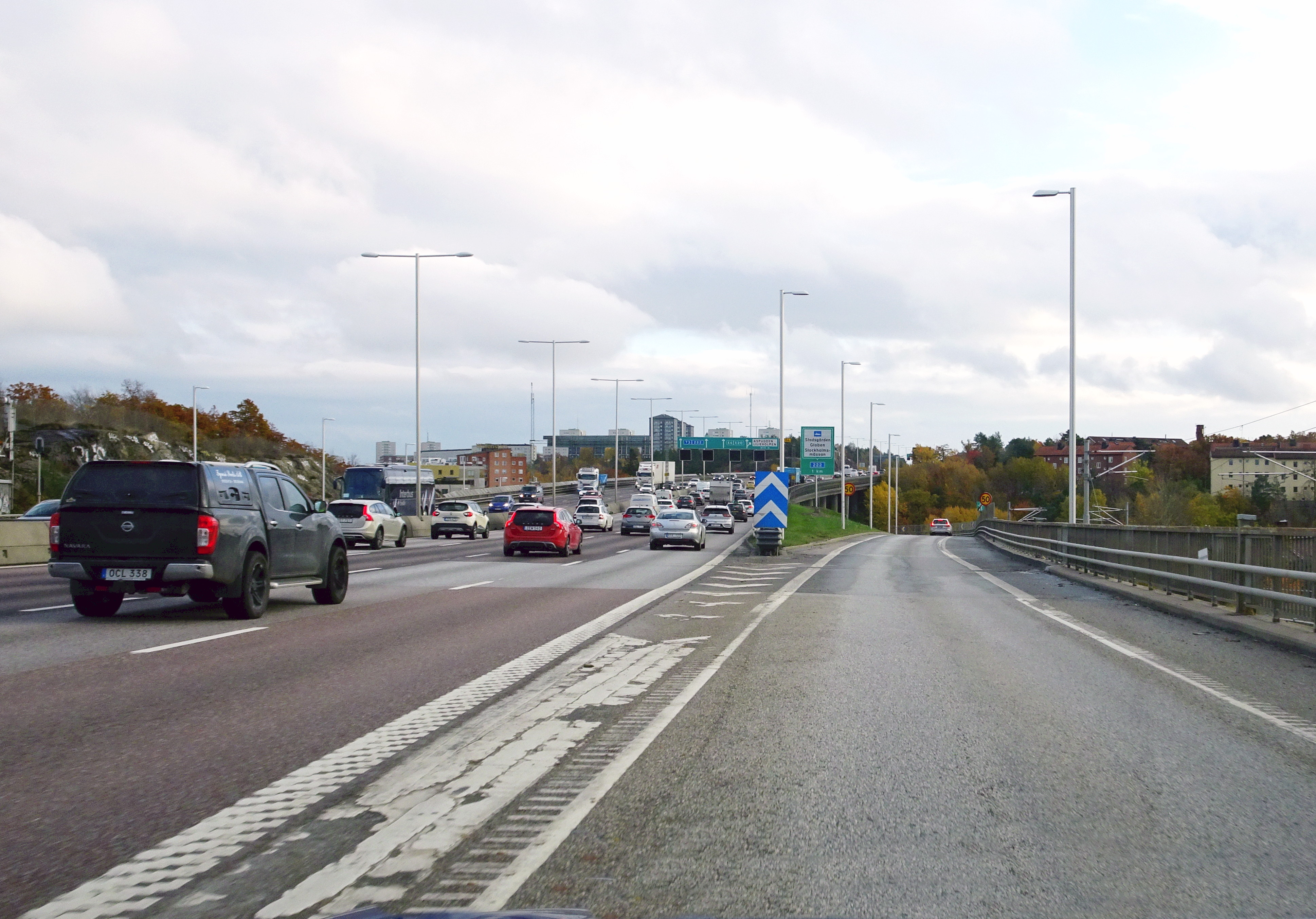
Trafikplats Gröndal.
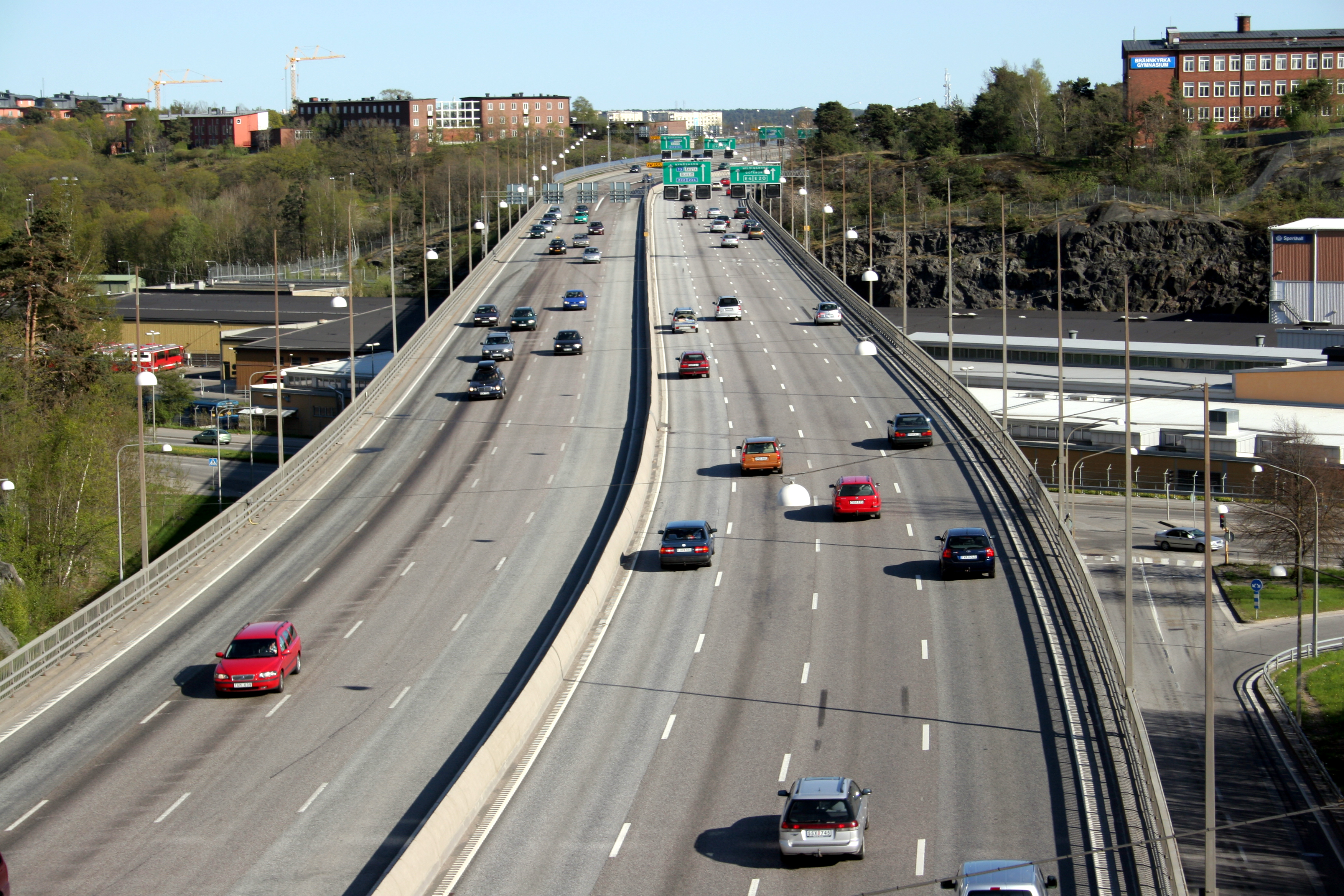
Trafikplats Nybohov och Hägerstensviadukten.
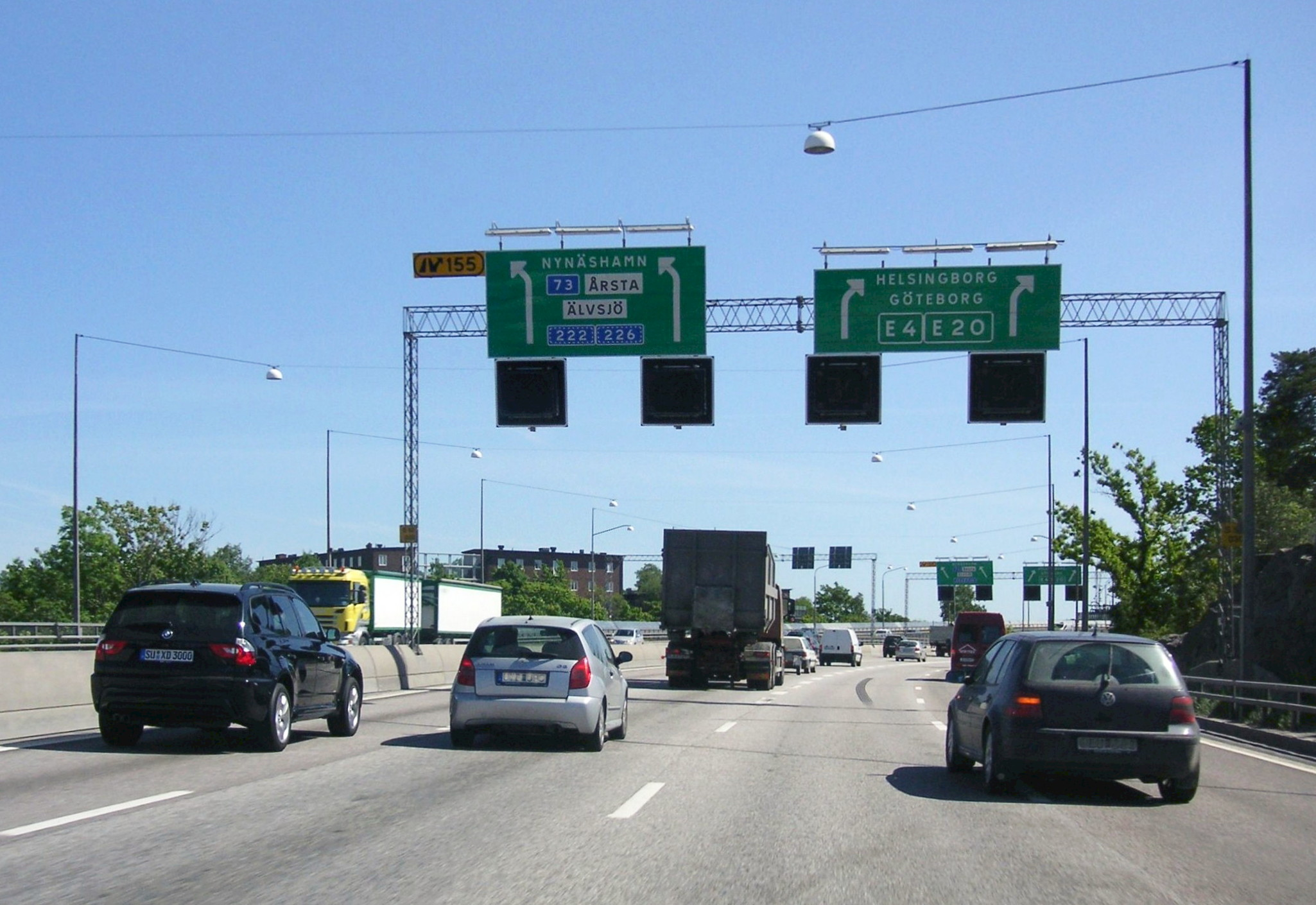
Trafikplats Nyboda.

På- och avfarter (urval)
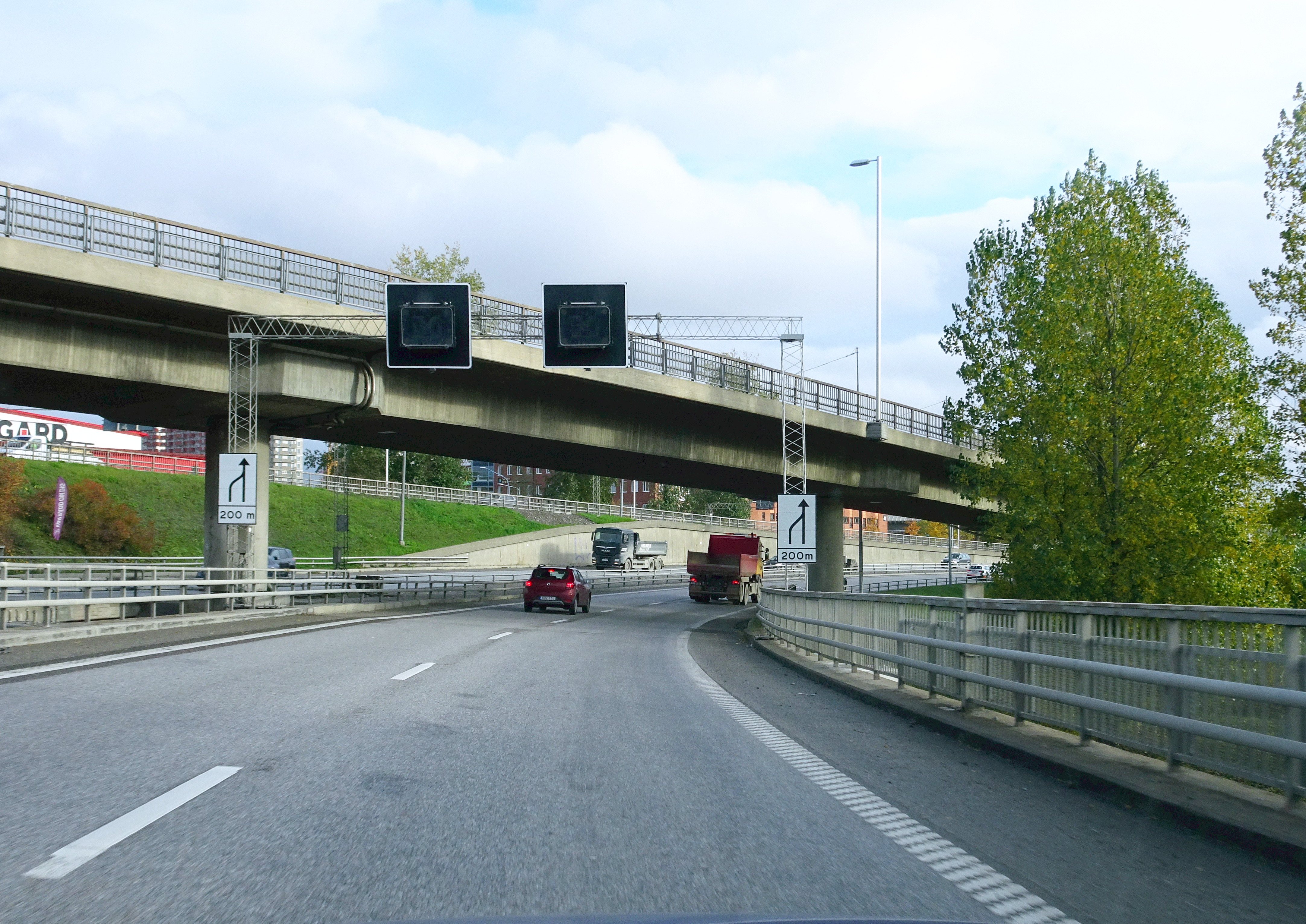
Nybodakopplet österut.
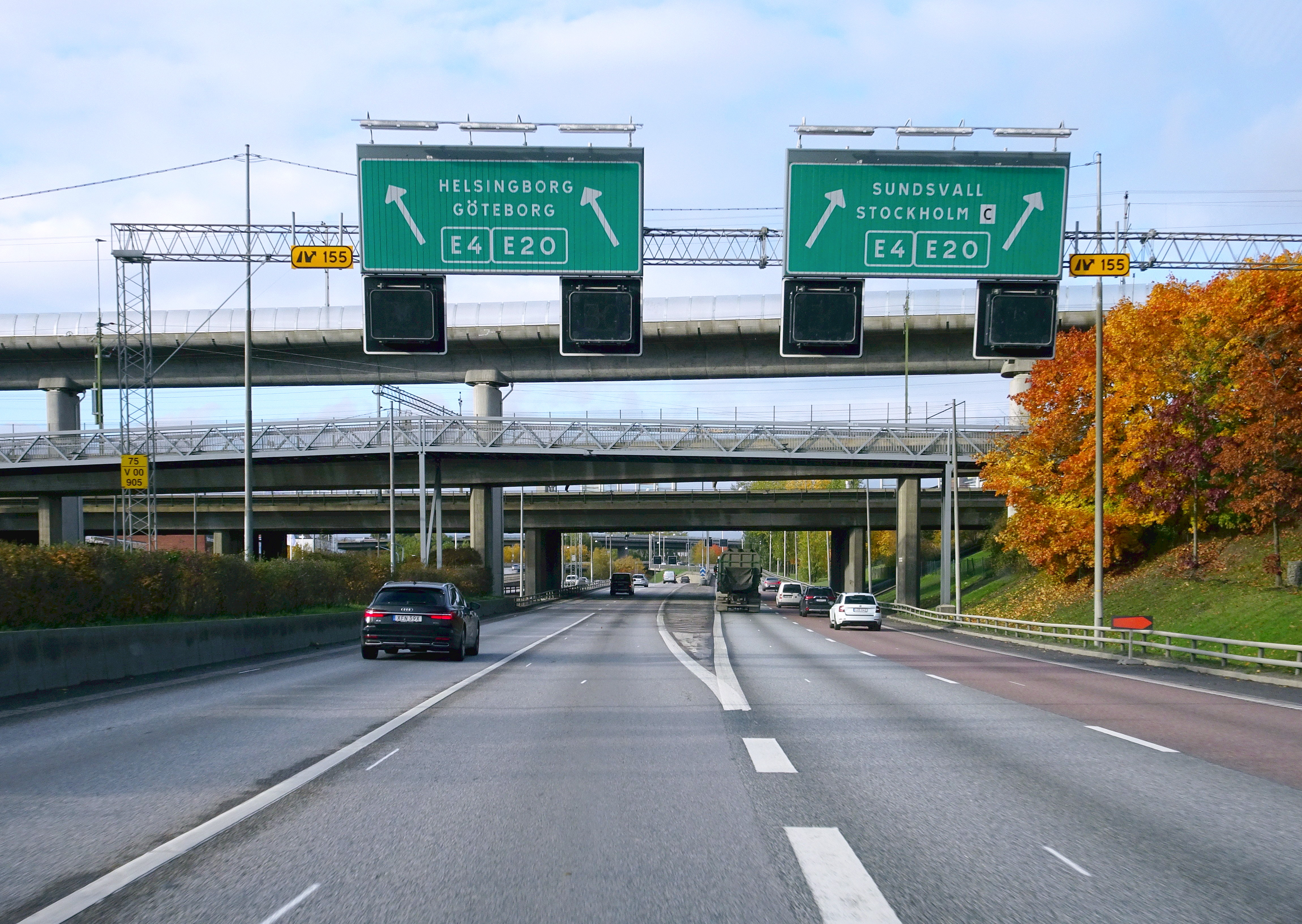
Nybodakopplet norrut.
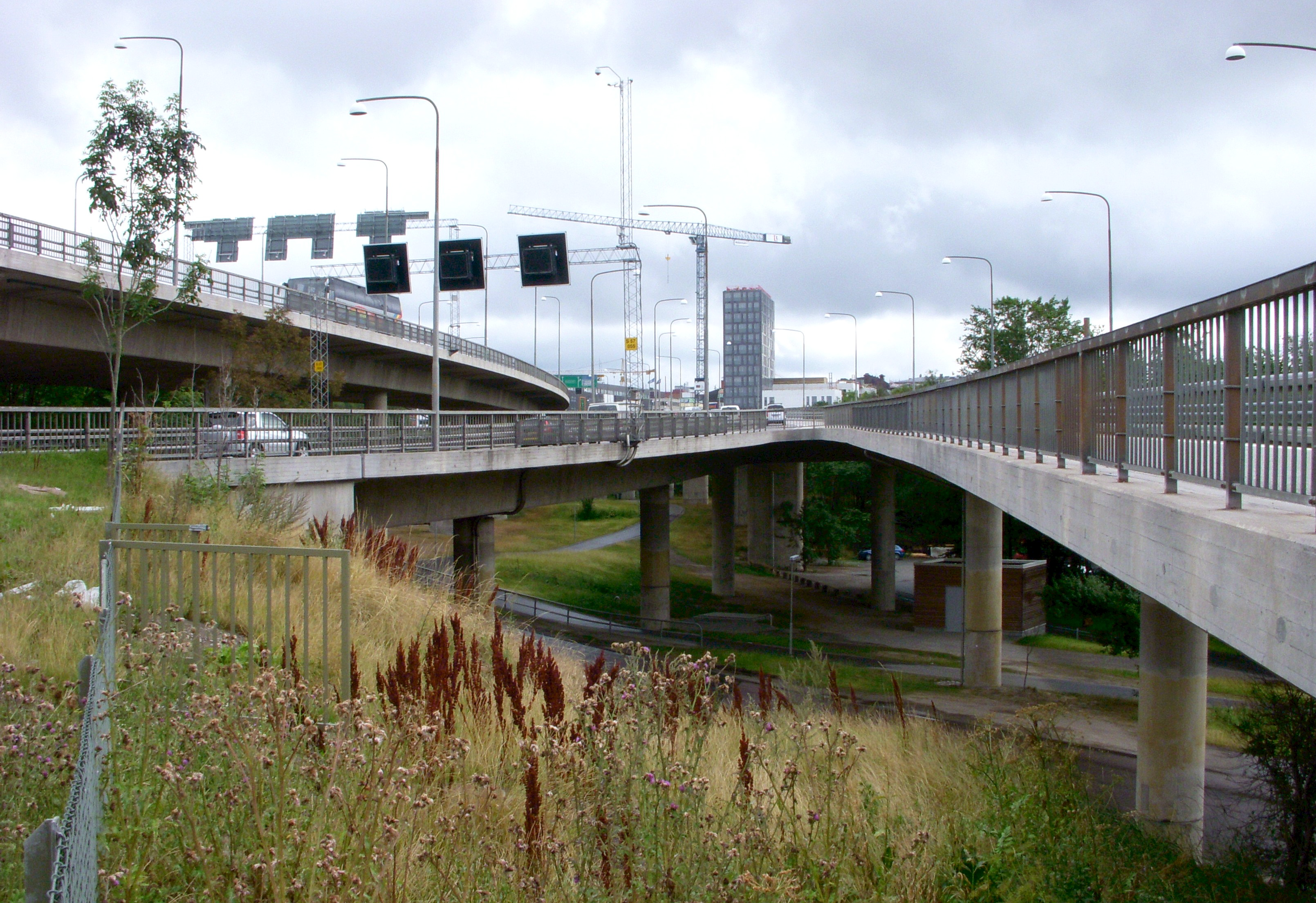
På- och avfarter vid Tomteboda.
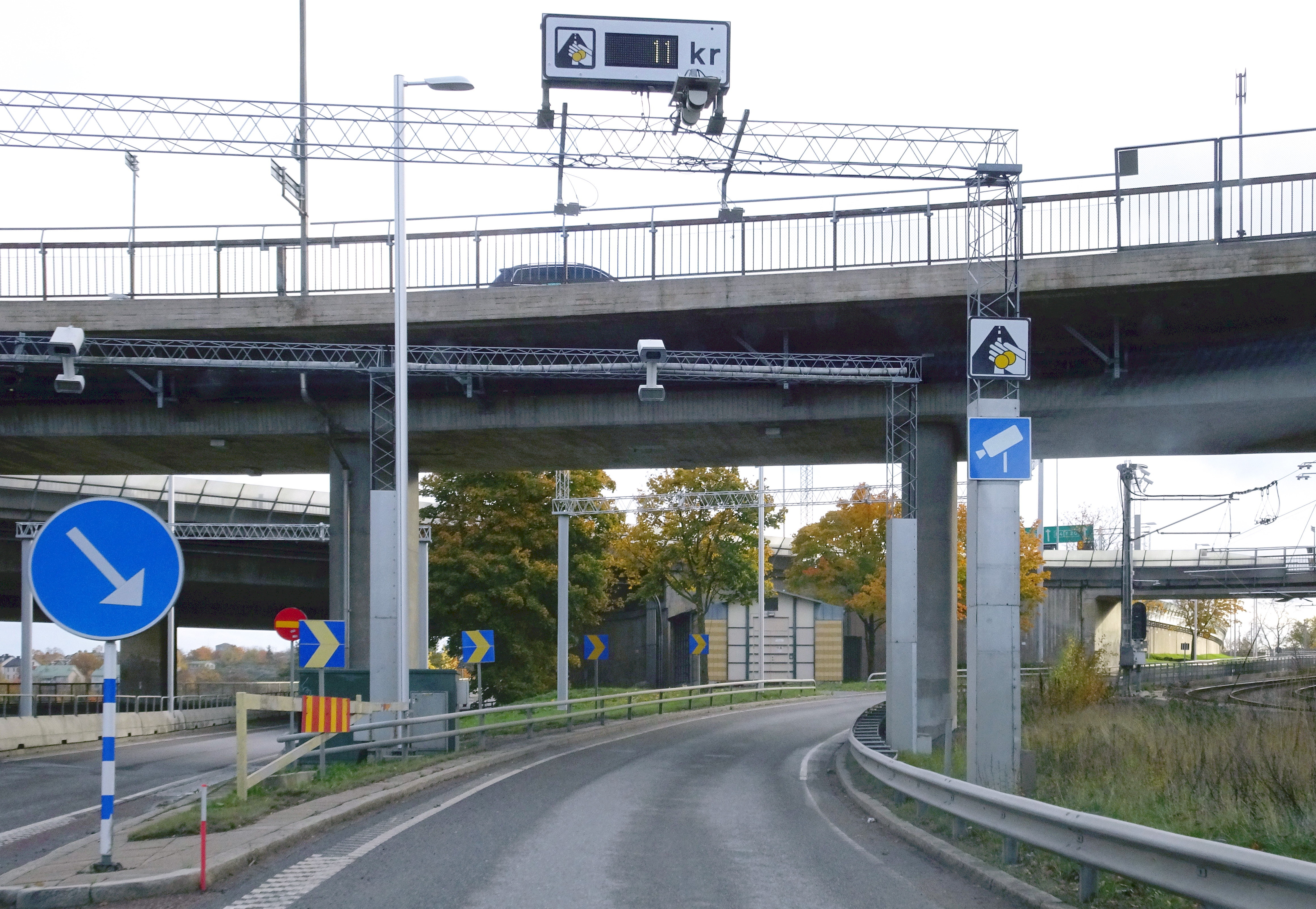
Påfarten från Stora Essingen.
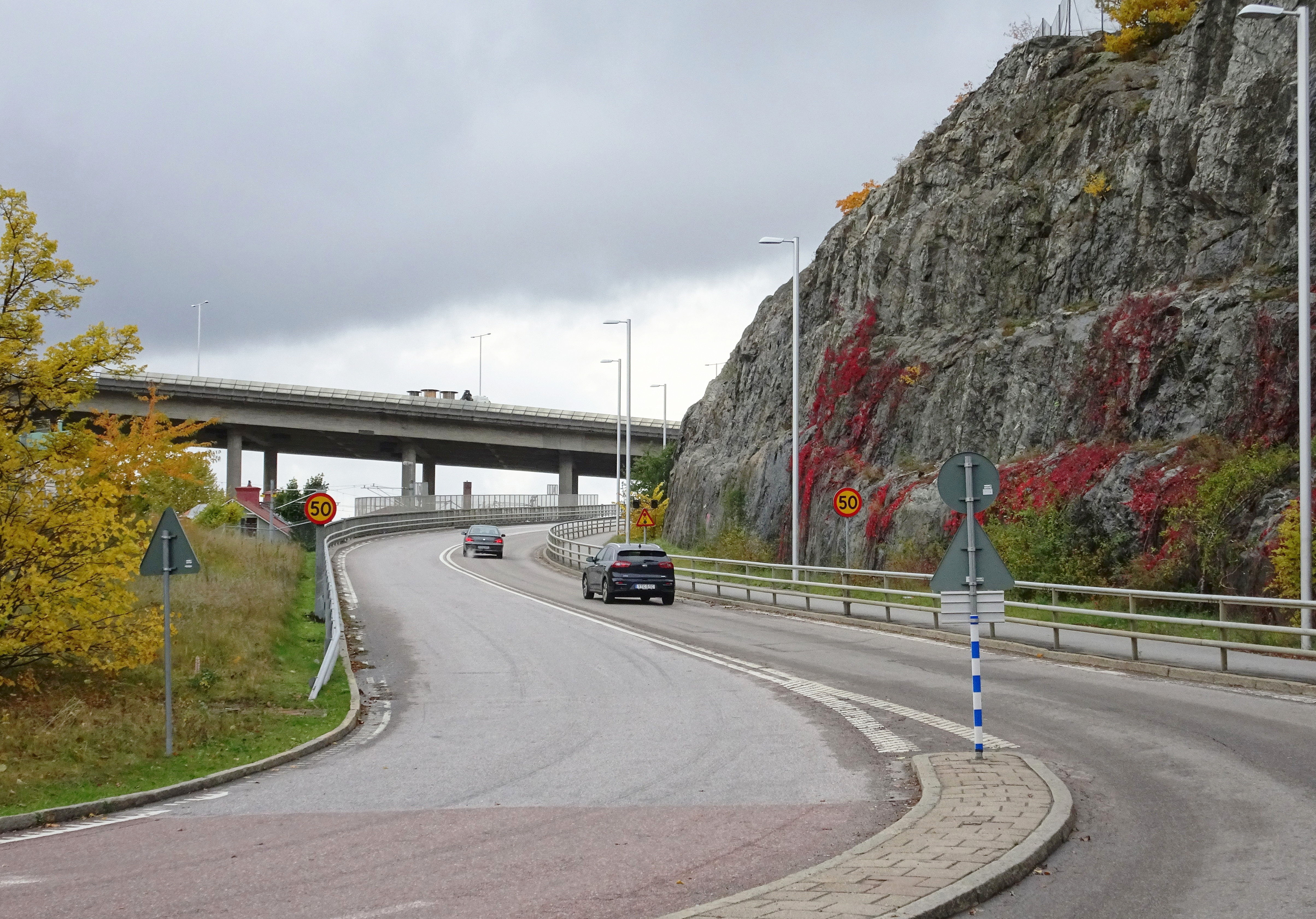
Påfarten från Gröndal, Gröndalsbacken.

## Underhåll och framtidsplaner

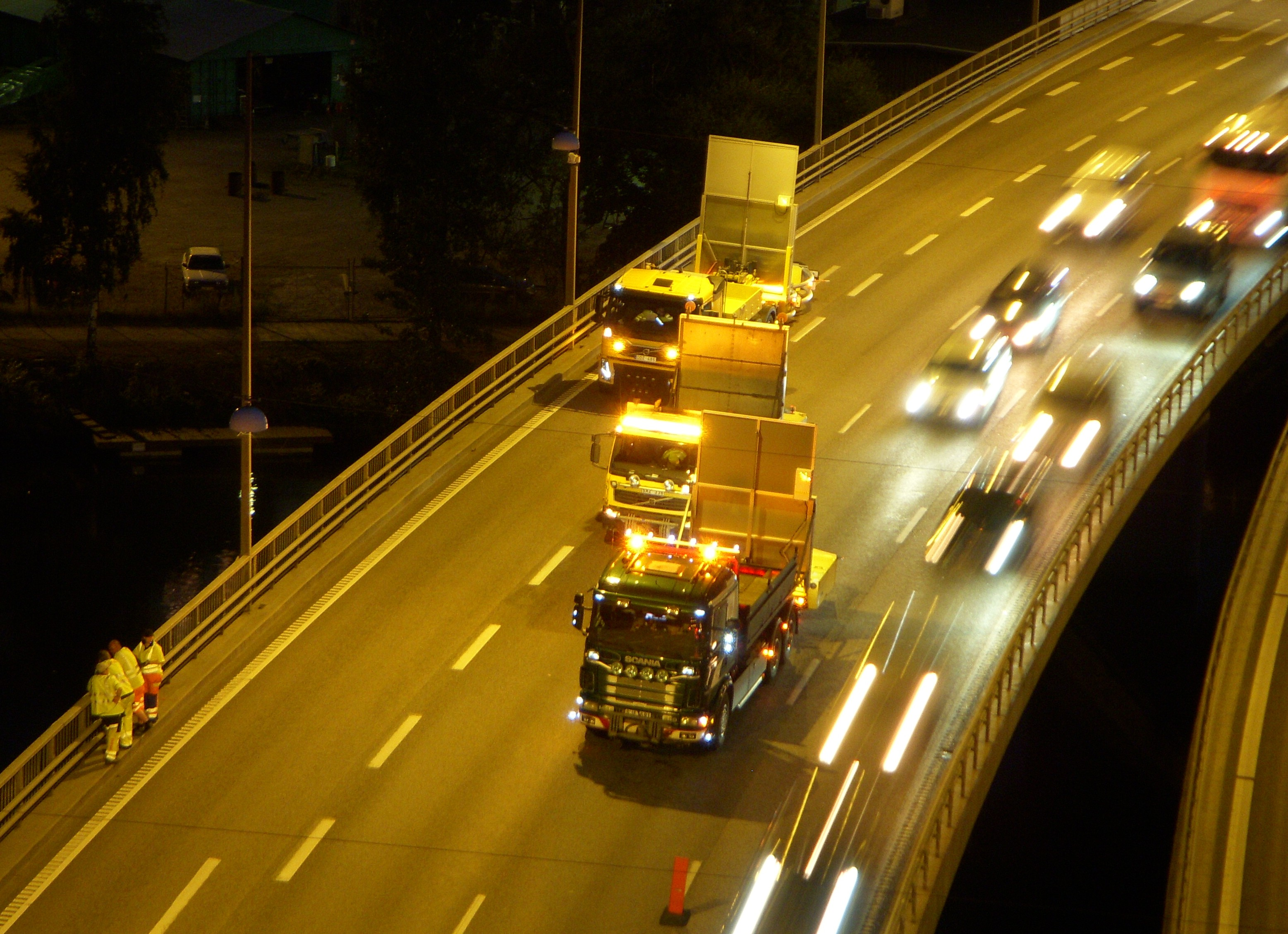
Delvis avstängd Essingeleden, 2011.

Som en av Sveriges mest trafikerade leder slits Essingeleden ner fort. Vägverket respektive Trafikverket har med jämna mellanrum utfört underhålls- och reparationsarbeten på flera konstruktionsdelar, både i bärighets- och i beständighetssynpunkt. Även ledens broar, speciellt deras fogar har setts över ett flertal gånger. Arbetena läggs ofta under sommarsemestern för att minimera trafikstörningar eftersom trafikintensiteten är lägre och väderleken är gynnsammare än övrig tid på året. På dagtid stängs en eller flera körfält och nattetid stängs delar av hela leden. Tung trafik lotsas i regel genom arbetsplatsen.
I de planer som återupplivades under 1980-talet ingick, förutom Södra länken, planer för en hel ringled (se Ringled Stockholm), i likhet med motorvägssystemen kring andra större städer i världen, vilket anses vara den effektivaste strukturen för att avlasta en innerstad. Dessutom föddes planer för en ny västlig motorväg, Förbifart Stockholm. På grund av politiskt oenighet har de övriga projekten skjutits upp. Norra länken öppnades i sin helhet 2016. För resten av ringen, Östlig förbindelse, har Trafikverket tidigare haft ett uppdrag att utreda möjligheten att bygga en väg som knyter ihop Norra och Södra länken på östra sidan av Stockholm. 2018 avvecklades Östlig förbindelse, då den inte ingår i den nationella planen.
För närvarande byggs en motorväg väster om Essingeleden, Förbifart Stockholm, som skall leda trafiken huvudsakligen i tunnlar mellan Kungens Kurva i syd via Lovön till Häggvik i norr. Kostnaden för leden beräknas till 28 miljarder kronor i 2009 års prisnivå. Projektet inleddes 2006, tunnelarbeten startade 2016 och projektet beräknas vara klart år 2030.